# Paternité des œuvres de William Shakespeare
La question de la paternité des œuvres de William Shakespeare porte sur l'éventualité que les œuvres attribuées à William Shakespeare aient été écrites par un autre que le natif de Stratford-upon-Avon. Les « anti-stratfordiens » — dénomination collective des tenants des diverses théories qui partagent cette hypothèse — voient dans le Shakespeare de Stratford un prête-nom destiné à protéger l'identité du ou des auteurs réels (hypothèse de l'écriture collégiale), qui pour des raisons propres n'auraient pas voulu ou pas pu endosser publiquement ce statut. Bien qu'elle ait suscité un grand intérêt dans le public, cette position est considérée comme « marginale » par la quasi-unanimité des spécialistes de Shakespeare et des historiens de la littérature, dont la plupart ne l'évoquent jamais que pour en réfuter ou en relativiser les arguments.
La mise en cause de l'attribution des œuvres débute au milieu du XIXe siècle, époque où bat son plein une « bardolâtrie (en) » qui voit dans Shakespeare le plus grand écrivain de tous les temps. Sa biographie et, en particulier, la modestie de ses origines et l'obscurité de son existence paraissent alors à certains incompatibles avec l'élévation de sa poésie et les dimensions de son génie et les conduisent à mettre en doute qu'il ait été capable d’écrire les œuvres qui portent son nom. La controverse a, depuis lors, donné naissance à un vaste corpus littéraire et plus de 70 auteurs putatifs ont été proposés, dont Francis Bacon, William Stanley (6e comte de Derby), Christopher Marlowe, John Florio et Édouard de Vere (17e comte d’Oxford).
Les partisans des différents candidats ont en commun d'affirmer que le leur est l'auteur le plus plausible et que William Shakespeare n'avait pas l'éducation, la sensibilité aristocratique et la familiarité avec la cour royale dont, selon eux, les œuvres font la démonstration. Pour ceux des spécialistes universitaires qui ont répondu à ces arguments, l'interprétation biographique des œuvres ne peut fournir une base fiable à leur attribution et la convergence des preuves documentaires en faveur de Shakespeare — pages de titre, témoignages d’autres poètes contemporains et d’historiens, documents officiels — est la même que pour tout autre écrivain de cette époque. Ils soulignent qu'il n'existe de preuve comparable pour aucun des autres candidats et que la paternité de Shakespeare est restée incontestée de son vivant et plusieurs siècles après sa mort.
En dépit du consensus académique, un groupe relativement restreint mais hautement visible, diversifié et riche de personnalités publiques de premier plan, continue de contester l'attribution établie. Il travaille à la reconnaissance de la question de la paternité comme champ de recherche universitaire légitime et à l'acceptation de l'un ou l'autre des candidats mis en avant.

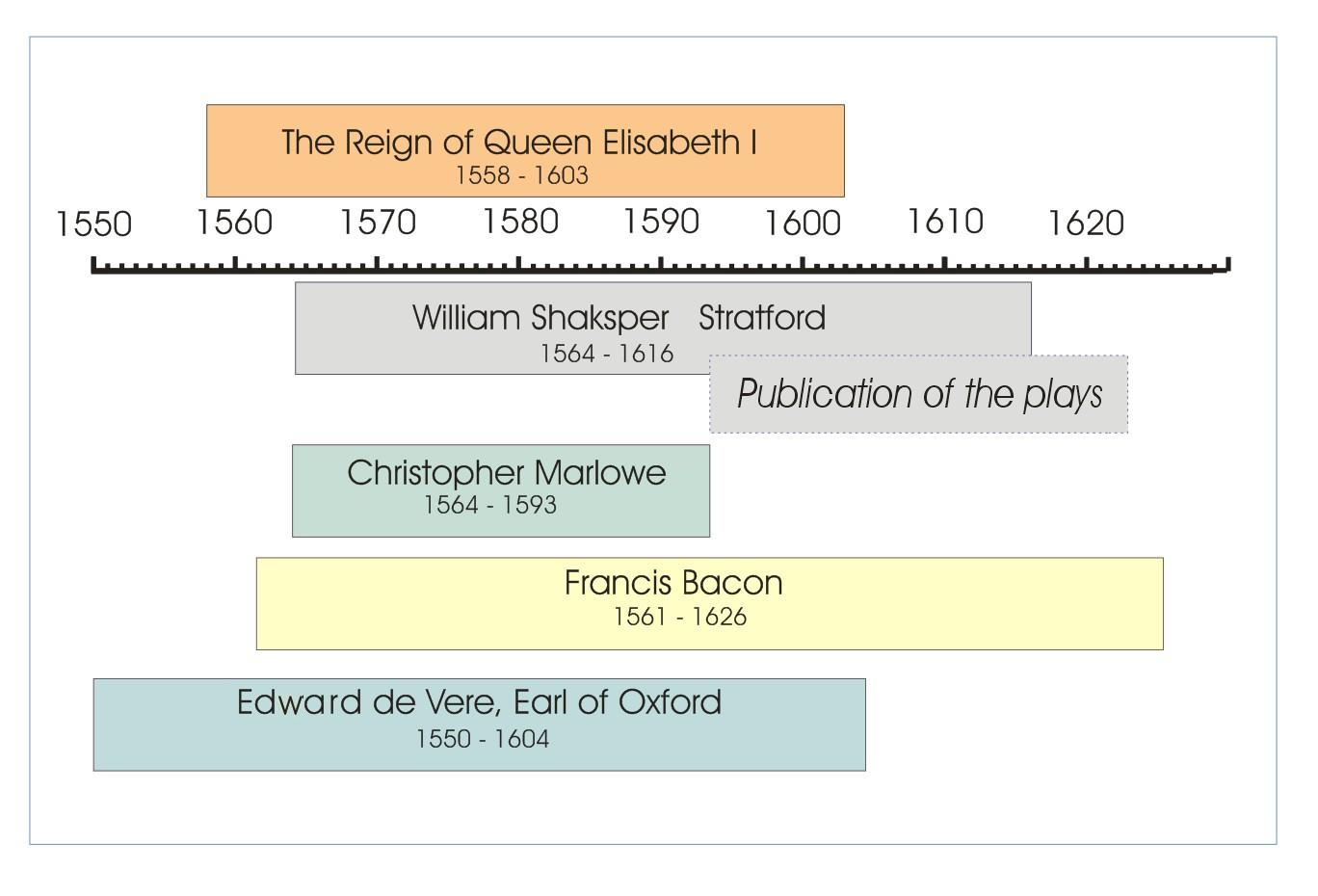
Chronologie des quatre candidats les plus couramment avancés.

## Généralités
Les arguments avancés par les anti-stratfordiens présentent plusieurs caractéristiques communes. Leur but est de dénier à Shakespeare la paternité de ses œuvres, le plus souvent pour les attribuer à quelqu'un d'autre. Ils postulent souvent l'existence d'une conspiration protégeant l'identité du véritable auteur, ce qui justifie l'absence d'éléments concrets en faveur de leur théorie et le consensus attribuant les œuvres à Shakespeare.
La plupart des anti-stratfordiens affirment que le canon shakespearien présente une connaissance si étendue et précise de la cour et des intrigues politiques élisabéthaines et jacobines qu'il n'a pu être rédigé que par un noble ou un courtisan très bien éduqué. Or, si l'on excepte les recensions littéraires, les commentaires critiques et les comptes rendus de représentations, les éléments connus de la vie de Shakespeare se résument à des détails triviaux : l'état civil de son baptême, de son mariage et de son décès, des déclarations d'impôts, des reconnaissances de dettes, des transactions immobilières. Rien ne permet d'affirmer qu'il a reçu la moindre éducation. On ne peut attribuer avec certitude au Shakespeare de Stratford aucune lettre personnelle, aucun manuscrit littéraire. Les sceptiques considèrent que ce profil ne correspond pas à celui de l'auteur des pièces et des poèmes. Plusieurs célébrités, parmi lesquelles Mark Twain, Helen Keller, Henry James, Sigmund Freud, Charlie Chaplin et Orson Welles, ont été convaincues par les arguments qui nient la paternité de Shakespeare, et leur soutien tient une place importante dans de nombreuses thèses anti-stratfordiennes.
Le nœud du problème consiste à définir ce qui constitue une preuve acceptable qu'une œuvre donnée a bien été écrite par un auteur donné. Les anti-stratfordiens s'appuient sur ce qu'ils appellent des preuves indirectes : des points communs entre des personnages ou des événements d'une pièce et des éléments de la biographie de leur candidat ; des parallèles littéraires avec l'œuvre connue de leur candidat ; ou encore des codes secrets et autres allusions cryptographiques dans les textes de Shakespeare ou de ses contemporains. À l'inverse, les universitaires shakespeariens et les historiens littéraires s'appuient sur des preuves directes : les pages de titre, les registres gouvernementaux (comme le Registre des Libraires et les Accounts of the Revels Office) et les témoignages contemporains de poètes, d'historiens et d'acteurs et d'auteurs qui ont travaillé avec Shakespeare, ainsi que sur des études stylométriques. Tous ces éléments confirment la paternité de Shakespeare. Ces critères sont les mêmes que ceux utilisés pour attribuer des textes à d'autres auteurs, et ils sont considérés comme formant la méthodologie standard en la matière.

## Arguments opposés à la paternité de Shakespeare
La vie personnelle de Shakespeare est très mal connue, et les lacunes de sa biographie servent souvent à prouver indirectement qu'il ne saurait être l'auteur de ses œuvres. Ce manque d'informations a également été considéré comme le résultat d'une volonté consciente d'expurger toutes les mentions de Shakespeare des documents officiels, ceci afin de dissimuler l'identité du véritable auteur. Par exemple, il n'existerait pas de feuilles de présence de la grammar school de Stratford parce qu'elles auraient été détruites pour masquer le fait que Shakespeare n'y aurait jamais étudié.

### Son milieu d'origine

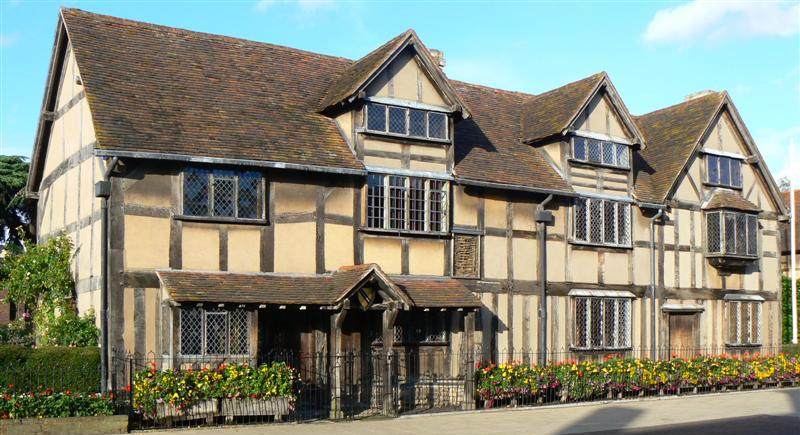
La maison de John Shakespeare à Stratford-upon-Avon est le lieu de naissance supposé de son fils William.

Shakespeare est né, s'est marié et est inhumé à Stratford-upon-Avon, un bourg d'environ 1 500 habitants situé à 160 km au nord-ouest de Londres et dominé à l'époque par l'industrie du mouton. Shakespeare y conserve une résidence durant toute sa carrière à Londres. Ceux qui considèrent qu'il n'est pas l'auteur de ses pièces dépeignent Stratford comme un désert culturel, peu susceptible de donner naissance à un génie, et présentent Shakespeare comme un ignorant illettré.
Il est le fils du gantier John Shakespeare et de Mary Arden, issue d'une famille de la gentry du Warwickshire. Tous deux signent d'une croix, et on ne connaît aucun écrit de leur main, un fait souvent utilisé pour affirmer que Shakespeare a été élevé dans une famille illettrée. De même, rien ne prouve que les filles de Shakespeare savaient écrire, hormis deux signatures de Susanna qui semblent plutôt avoir été « dessinées » que véritablement écrites. Son autre fille, Judith, a signé un document légal d'une croix.
Les anti-stratfordiens considèrent les origines de Shakespeare incompatibles avec celles de l'auteur supposé de ses pièces, qui témoignent d'une connaissance approfondie des intrigues de cour, de pays étrangers et des distractions de l'aristocratie comme la chasse, la fauconnerie, le jeu de paume ou le boulingrin. À leurs yeux, les pièces ne font guère preuve de sympathie à l'égard des roturiers cherchant à escalader l'échelle sociale (comme, justement, John Shakespeare et son fils) : ceux-ci sont généralement dépeints comme ridicules en tant que personnages individuels et dangereux en tant que foules.

### Son éducation

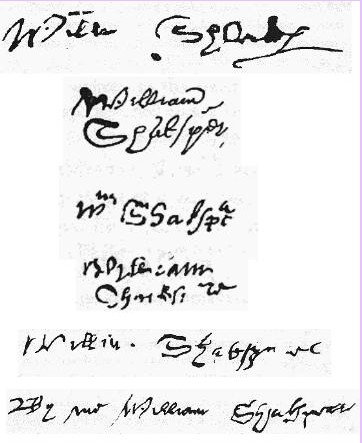
Les six signatures connues de Shakespeare : Willm Shakp (12 juin 1612), William Shakspēr (10 mars 1613), Wm Shakspē (11 mars 1616), William Shakspere, Willm Shakspere, William Shakspeare (25 mars 1616).

Les théories alternatives soulignent fréquemment l'absence d'éléments permettant d'affirmer que Shakespeare avait reçu un quelconque enseignement, voire qu'il savait seulement lire et écrire. L'école gratuite de King's New School (en), fondée en 1553, est située à moins d'un kilomètre de la demeure des Shakespeare. La qualité des grammar schools sous l'ère élisabéthaine est très variable, mais leur programme est fixé par la loi : grammaire latine, classiques et rhétorique. Le directeur, Thomas Jenkins (en), et les enseignants sont des diplômés de l'université d'Oxford. Il ne subsiste aucune liste d'étudiants de l'époque, et rien ne permet donc d'affirmer que Shakespeare a suivi les cours de cette école : ni enseignants, ni étudiants n'ont laissé de témoignage le mentionnant. Cette absence de documentation constitue, selon de nombreux anti-stratfordiens, la preuve que Shakespeare n'a reçu qu'une éducation très rudimentaire, si tant est qu'il en ait reçu une.

Les anti-stratfordiens se demandent également comment Shakespeare a pu acquérir le vocabulaire très étendu dont témoignent ses pièces et ses poèmes. Le vocabulaire de l'auteur de ces œuvres est estimé entre 17 500 et 29 000 mots. Il ne subsiste ni lettres, ni manuscrits signés ayant été rédigés par Shakespeare. Ses six signatures authentifiées sont en écriture secrétaire, un style d'écriture disparu avant 1700, et son nom de famille est abrégé dans trois d'entre elles. Leur apparence, qu'ils qualifient de « gribouillis d'illettré », leur sert d'argument pour poser que Shakespeare ne savait presque pas, voire pas du tout écrire. 

### Shakespeare: un pseudonyme?

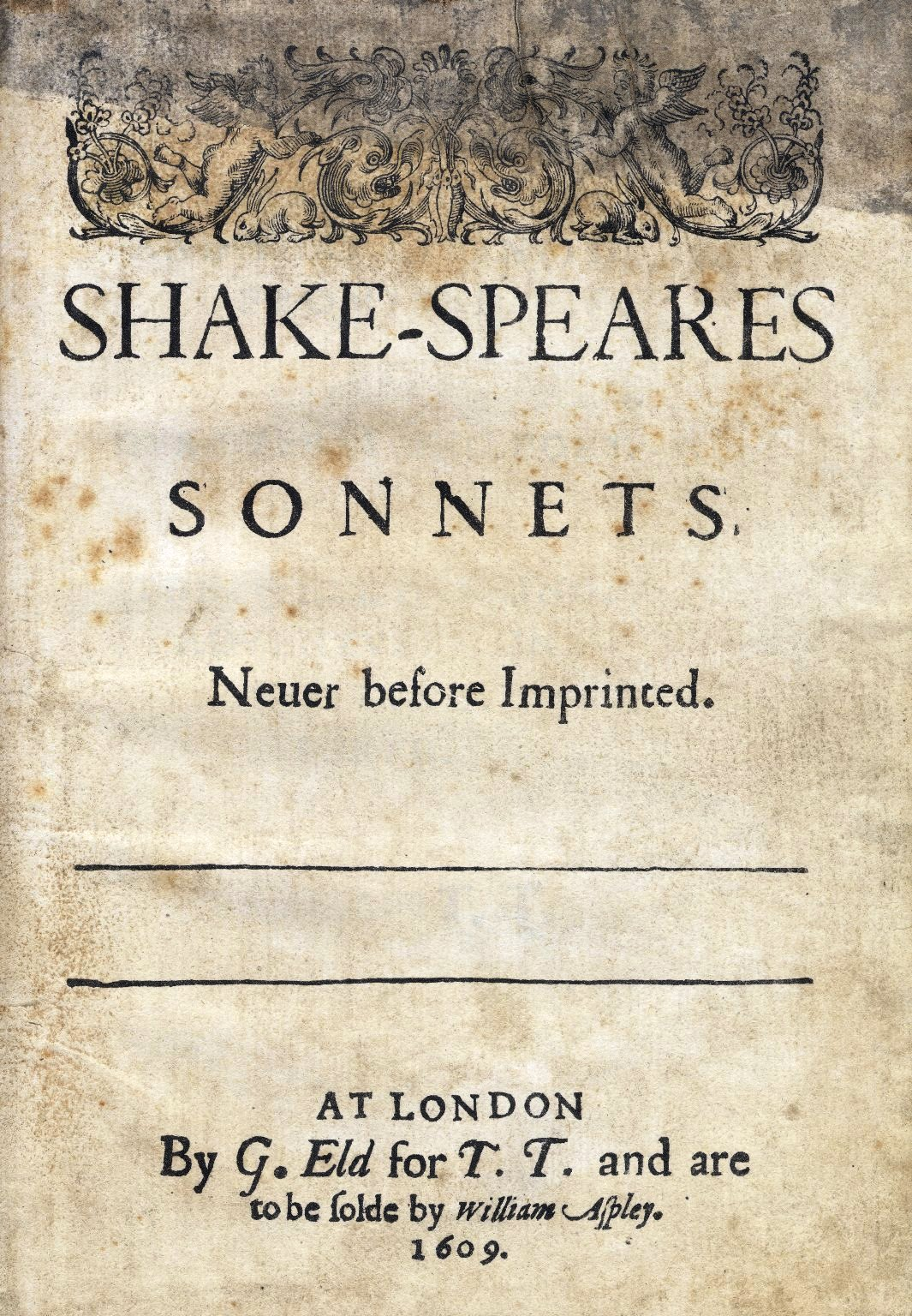
Le nom de Shakespeare est écrit avec un trait d'union sur la couverture de l'édition in-quarto de 1609 des Sonnets.

Les signatures connues de William Shakespeare montrent qu'il n'orthographiait pas son nom de la même façon que le sont les pages de titre de ses supposées pièces. Son patronyme est orthographié de diverses façons dans les documents littéraires comme non-littéraires, particulièrement dans les manuscrits. Ces différences indiqueraient qu'il n'est pas l'auteur des pièces et que ce nom n'est que le pseudonyme choisi par le véritable auteur.
Le patronyme de Shakespeare est orthographié « Shake-speare » ou « Shak-spear » sur les pages de titre de 15 des 48 éditions in-quarto (Q) de ses pièces, et dans deux des cinq recueils de poèmes publiés avant le Premier Folio. Treize de ces quinze pages de titres proviennent des éditions de trois pièces : Richard II (Q2 1598, Q3 1598, Q4 1608, Q5 1615), Richard III (Q2 1598, Q3 1602, Q4 1605, Q5 1612, Q6 1622) et Henri IV, première partie (Q2 1599, Q3 1604, Q4 1608, Q5 1613). La forme avec trait d'union apparaît également dans une liste d'acteurs et dans six allusions littéraires entre 1594 et 1623. Pour les anti-stratfordiens, cette forme implique qu'il s'agit d'un pseudonyme : ils rappellent qu'à l'époque, les noms imaginaires qui constituaient des descriptions (par exemple « Master Shoe-tie » ou « Sir Luckless Woo-all ») étaient souvent écrits avec des traits d'union, de même que des pseudonymes comme « Tom Tell-truth ».
Pourquoi ce pseudonyme ? La réponse dépend le plus souvent du statut social de l'auteur censé se cacher derrière. Les aristocrates (Derby, Oxford) auraient utilisé un nom d'emprunt en raison d'une convention sociale tacite voulant que leurs œuvres soient réservées à un public de cour et leur interdisant toute exploitation commerciale de celles-ci. Ignorer ce « stigma of print » aurait pu entraîner leur disgrâce. Pour les roturiers, il se serait agi d'éviter toute persécution de la part des autorités : Bacon aurait cherché à fuir les conséquences de son plaidoyer pour une forme de gouvernement plus républicaine, Marlowe à s'éviter la prison (ou pis) après avoir fait semblant d'être mort et fui le pays.

### Absence de documents probants
Poor POET-APE, that would be thought our chief,

Whose works are e'en the frippery of wit,

From brokage is become so bold a thief,

As we, the robbed, leave rage, and pity it.

At first he made low shifts, would pick and glean,

Buy the reversion of old plays; now grown

To a little wealth, and credit in the scene,

He takes up all, makes each man's wit his own.

And, told of this, he slights it. Tut, such crimes

The sluggish gaping auditor devours;

He marks not whose 'twas first: and after-times

May judge it to be his, as well as ours.

Fool, as if half eyes will not know a fleece

From locks of wool, or shreds from the whole piece!
— Ben Jonsn, v.  1612
Selon les partisans d'un auteur autre que Shakespeare, aucun document n'indique explicitement que Shakespeare était écrivain, alors que les documents existants tendent plutôt à le dépeindre comme un commerçant ayant investi dans l'immobilier. Sa place de premier rang dans le monde du théâtre londonien serait (outre un moyen de dissimuler l'identité du véritable auteur) une conséquence de ses activités de prêteur, de ses transactions concernant des bâtiments théâtraux, et pourrait être liée à une activité d'acteur occasionnelle. Suivant cette ligne de raisonnement, tout ce qui concerne sa carrière littéraire aurait été falsifié, dans le cadre d'un plan visant à masquer l'identité du véritable auteur.
Toutes les théories alternatives rejettent les références apparentes à Shakespeare en tant qu'auteur qui apparaissent à l'époque élisabéthaine et jacobine, et elles cherchent plutôt des messages cachés. Il est ainsi identifié au « Poet-Ape », un voleur littéraire apparaissant dans le poème du même nom de Ben Jonson, ou bien à Gullio, l'amateur de poésie benêt de la pièce The Return from Parnassus (en). Ces personnages seraient des clins d'œil qui montreraient que le monde du théâtre londonien savait bien que Shakespeare n'était que le masque dissimulant un auteur anonyme. Les louanges adressées à « Shakespeare » seraient alors adressées au véritable auteur, non au commerçant de Stratford.

### La mort de Shakespeare

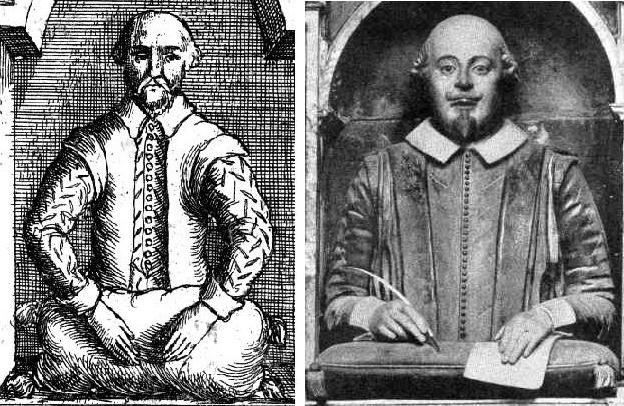
L'effigie du monument funéraire de Shakespeare telle que représentée en 1656 (à gauche) et telle qu'elle apparaît aujourd'hui (à droite).

Shakespeare meurt le 23 avril 1616 à Stratford. Il laisse un testament dans une langue terre-à-terre, qui ne mentionne ni papiers personnels, ni livres, ni poèmes, ni même ses dix-huit pièces encore non publiées. La seule référence au théâtre que contienne ce testament est une série de dons en numéraire à des collègues acteurs pour l'achat de bagues de deuil. Néanmoins, cette mention a été ajoutée dans le testament après sa rédaction, ce qui rend l'authenticité de ce legs douteuse.
Il n'existe aucun témoignage de deuil public consécutif à la mort de Shakespeare, et ce n'est que sept années plus tard que des éloges et poèmes commémorant sa mémoire apparaissent, en frontispice du Premier Folio de ses pièces de théâtre.
La dédicace des Sonnets publiés en 1609 inclut une mention de « our ever-living Poet », une description fréquemment utilisée pour signifier qu'un poète décédé avait atteint l'immortalité à travers son œuvre. Pour les partisans de la théorie oxfordienne (en), il s'agit d'un signe indiquant que le véritable poète était mort à cette date. Leur candidat, le comte d'Oxford, est mort en 1604, cinq ans auparavant.
Le monument funéraire de Shakespeare (en) à Stratford est constitué d'un demi-buste à son effigie, la plume à la main, accompagnée d'une plaque vantant ses mérites littéraires. La plus ancienne représentation connue de l'effigie apparaît en 1656 dans l'ouvrage Antiquities of Warwickshire de William Dugdale, et présente des différences importantes avec l'effigie telle qu'elle est visible aujourd'hui. Ceux qui nient la paternité de Shakespeare affirment qu'à l'origine, l'effigie représentait un homme tenant un sac de grain ou de laine, et qu'elle a été par la suite retouchée pour préserver l'identité du véritable auteur. Richard Kennedy, partisan de la théorie oxfordienne, propose que le monument ait à l'origine commémoré le père de William, John Shakespeare, un marchand de laine prospère.

## Arguments en faveur de la paternité de Shakespeare
Presque tous les spécialistes de Shakespeare s'accordent à penser que l'auteur que l'on appelle « Shakespeare » se confond avec l'individu nommé William Shakespeare, né à Stratford-upon-Avon en 1564 et mort dans cette même ville en 1616, acteur et actionnaire de la compagnie des Lord Chamberlain's Men qui possède les théâtres du Globe et de Blackfriars, ainsi que l'exclusivité sur ses pièces entre 1594 et 1642. L'usage du titre honorifique de « gentleman » est accordé à Shakespeare en 1596, lorsque son père se voit accorder des armoiries.
Pour les spécialistes de Shakespeare, il n'y a aucune raison d'imaginer que le nom de Shakespeare soit un pseudonyme, ou que l'acteur soit un prête-nom du véritable écrivain : les sources de son époque identifient Shakespeare comme auteur, d'autres dramaturges comme Ben Jonson et Christopher Marlowe sont issus de milieux également modestes, et aucun contemporain n'a exprimé de doutes sur la paternité de ses œuvres. Certains aspects de sa biographie sont mal connus, mais il en va de même pour de nombreux dramaturges de son temps : on ne connaît presque rien des vies de certains. Celles de Jonson, Marlowe et John Marston sont mieux documentées en raison de leur formation, de leurs relations étroites avec la cour ou de leurs démêlés avec la justice. L'argument fondé sur l'absence de preuve de la paternité de Shakespeare est une forme de sophisme connue sous le nom d'argumentum a silentio, ou argument du silence, qui consiste à prendre l'absence de preuve pour preuve de l'absence.
Pour attribuer à Shakespeare pièces et poèmes, les universitaires appliquent la même méthodologie que pour les autres écrivains de son époque : les sources historiques et les études stylistiques. Ils jugent les méthodes utilisées pour identifier les autres candidats non fiables et non scientifiques, ce qui explique à leurs yeux pourquoi plus de soixante-dix candidats ont pu être considérés comme le « véritable » auteur. L'idée selon laquelle Shakespeare se serait révélé de façon autobiographique dans son œuvre est selon eux un anachronisme culturel : cette pratique, devenue courante à partir du XIXe siècle, ne l'est pas à l'époque élisabéthaine et jacobite.

### Preuves historiques
Les sources historiques attribuent sans équivoque la paternité du canon shakespearien à William Shakespeare. Son nom apparaît sur les pages de titre de ses poèmes et de ses pièces, et il est mentionné comme étant un célèbre dramaturge au moins à vingt-trois reprises de son vivant. Plusieurs de ses contemporains confirment que le dramaturge et l'acteur ne font qu'un, et des documents de l'époque attestent explicitement que l'acteur et le résident de Stratford sont la même personne.
En 1598, le Palladis Tamia (en) de Francis Meres mentionne le dramaturge et poète Shakespeare comme l'un des auteurs grâce auxquels « la langue anglaise est puissamment enrichie ». Meres cite les titres de douze de ses pièces, dont quatre qui n'ont jamais été publiées en in-quarto : Les Deux Gentilshommes de Vérone, La Comédie des erreurs, Peines d'amour gagnées et Le Roi Jean. Il lui attribue également plusieurs pièces publiées anonymement avant 1598 : Titus Andronicus, Roméo et Juliette et Henri IV, première partie, et mentionne encore ses sonnets, onze ans avant leur publication.

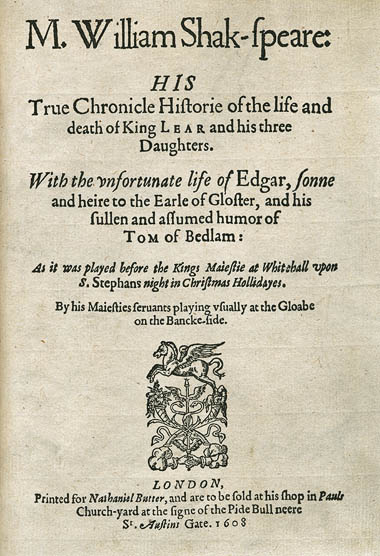
Sur la page de titre de la première édition du Roi Lear (1608), le titre honorifique de Shakespeare « Master » est abrégé en « M ».

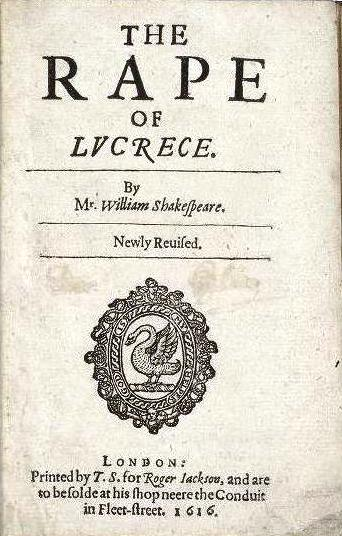
Sur la page de titre du Viol de Lucrèce (O5, 1616), le titre honorifique « Master » est abrégé en « Mr. ».

Au sein de la rigide structure sociale de l'Angleterre élisabéthaine, William Shakespeare a droit au titre de gentleman à partir de 1596, lorsque son père se voit octroyer des armoiries. Il est ainsi autorisé à faire précéder son nom de l'appellation conventionnelle de « Master » (« Maître ») ou de ses abréviations « Mr. » ou « M. ». Ce titre est repris dans de nombreuses références faites à Shakespeare de son vivant, dont des documents officiels et littéraires, et permet d'identifier le dramaturge au William Shakespeare de Stratford. Parmi ces références, deux proviennent du Registre des Libraires. La première, ajoutée par Andrew Wise (en) et William Aspley (en), est datée du 23 août 1600 et signale l'entrée des pièces « Muche a Doo about nothinge » et « the second parte of the history of kinge henry the iiijth with the humors of Sr John ffalstaff », écrites par « mr Shakespere ». La deuxième, ajoutée par Nathaniel Butter (en) et John Busby, est datée du 26 novembre 1607 et enregistre l'arrivée du Kynge Lear de « Mr William Shakespeare », mention reprise en partie sur la page de titre de l'édition Q1 du Roi Lear en 1608.
Plusieurs contemporains font également des références précises au statut social de Shakespeare : l'épigramme 159 de John Davies of Hereford (en) (1611) mentionne « notre Térence anglais, Mr. Will. Shake-speare », l'épigramme 92 de Thomas Freeman (en) (1614) est dédiée « à Maître W: Shakespeare », et la liste de poètes donnée par l'historien John Stow dans ses Annales (1615) comprend « M. Willi. Shake-speare gentleman ».

Après la mort de Shakespeare, Ben Jonson le nomme explicitement dans le titre de son eulogie « To the Memory of My Beloved the Author, Mr. William Shakespeare and What He Hath Left Us », parue en 1623 dans le Premier Folio. D'autres eulogies publiées dans ce recueil le mentionnent noir sur blanc dans leur titre : « Upon the Lines and Life of the Famous Scenic Poet, Master William Shakespeare » de Hugh Holland et « To the Memory of the Deceased Author, Master W. Shakespeare » de Leonard Digges (en). 

### Reconnaissance officielle

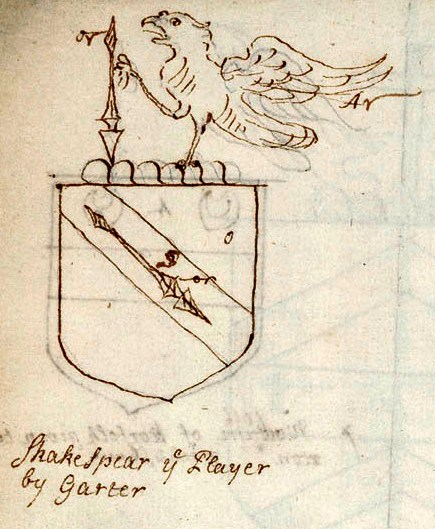
Les armes reçues par le père de Shakespeare en 1596.

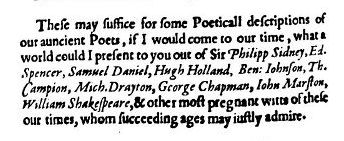
William Camden défend le droit de Shakespeare de posséder des armes, tout en le comptant parmi les grands poètes de l'époque.

La paternité de l'œuvre de Shakespeare est soutenue par plusieurs témoignages explicites de contemporains, ainsi que par des preuves indirectes de relations personnelles entretenues par l'homme en tant qu'acteur et dramaturge.
L'historien et antiquaire George Buck est Deputy Master of the Revels de 1603 à 1610, puis Master of the Revels de 1610 à 1622. Ses tâches consistent à surveiller et censurer les pièces de théâtre destinées aux théâtres publics, à organiser les représentations destinées à la cour, et (à partir de 1606) à autoriser la publication des pièces. Sur la page de titre d'un exemplaire de la pièce anonyme George a Greene, the Pinner of Wakefield (1599), Buck indique avoir consulté Shakespeare pour connaître son avis sur son origine. Buck fait preuve d'un soin tout particulier dans sa recherche des véritables auteurs des livres et pièces qui lui passent entre les mains, et en 1607, il autorise personnellement la publication du Roi Lear, pièce écrite par « Maître William Shakespeare ».
En 1602, le York Herald (en) Ralph Brooke accuse le Garter King of Arms (en) William Dethick (en) d'avoir élevé à la noblesse 23 personnes qui n'en étaient pas dignes, parmi lesquelles le père de Shakespeare. Celui-ci avait déposé une demande d'armoiries trente-quatre ans plus tôt, mais n'avait été exaucé qu'en 1596, après les premiers succès de son fils. La plainte de Brooke inclut un croquis des armoiries de Shakespeare, avec pour légende « Shakespear ye Player by Garter ». Les armoiries accordées sont défendues par Dethick et William Camden, antiquaire réputé et Clarenceux King of Arms (en). Dans son Remaines Concerning Britaine (1605), Camden décrit Shakespeare comme l'un des « plus brillants esprits de ce temps, que les ères futures admireront à raison ».

### Reconnaissance des pairs

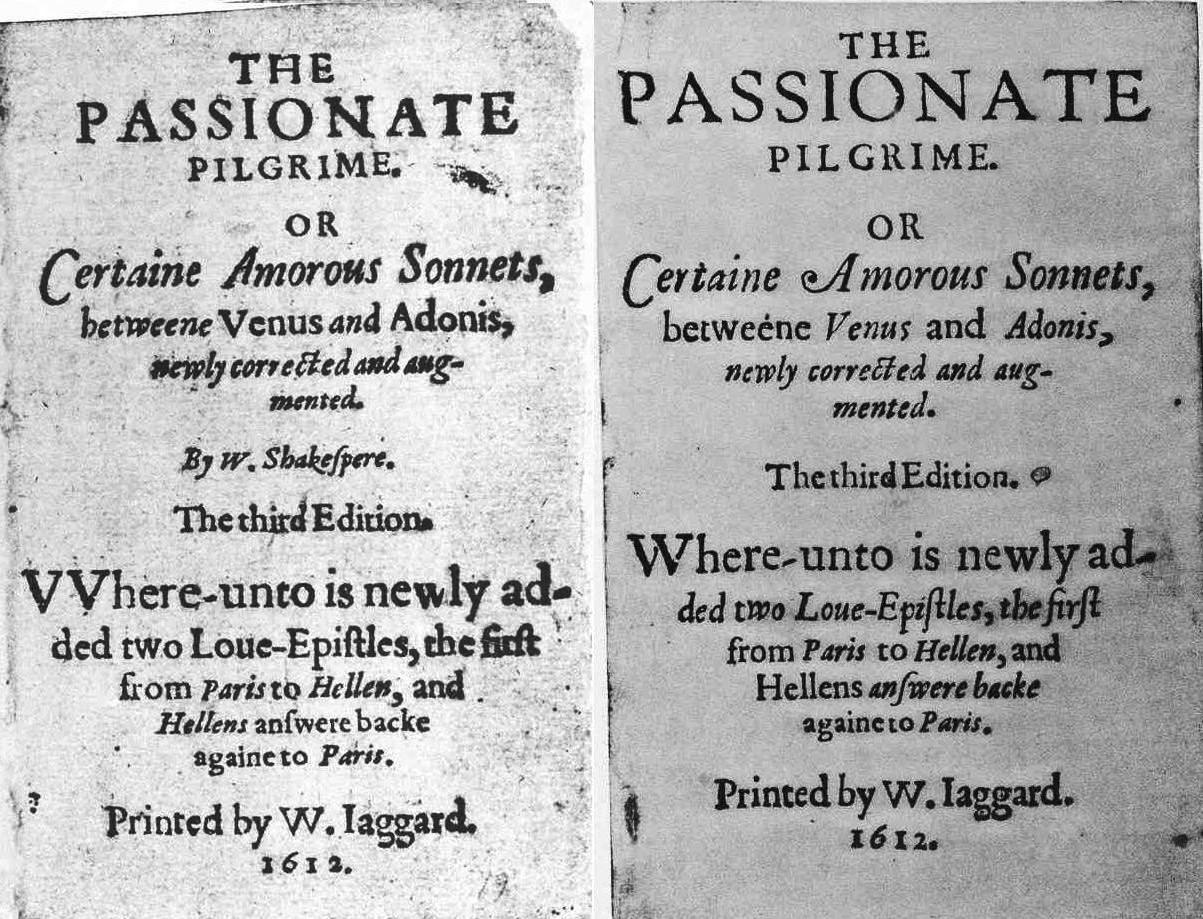
Les deux versions de la page de titre du Pèlerin passionné (1612).

Les comédiens John Heminges et Henry Condell ont fréquenté Shakespeare et travaillé avec lui pendant plus de vingt ans. Dans le Premier Folio de 1623, ils expliquent l'avoir publié « uniquement pour préserver la mémoire d'un ami et camarade si digne, aussi vivante que la nôtre, par l'humble offrande de ses pièces ». Le dramaturge et poète Ben Jonson connaît Shakespeare au moins à partir de 1598, lorsque les Lord Chamberlain's Men (parmi lesquels Shakespeare) interprètent sa pièce Every Man in His Humour (en) au Curtain. Le poète William Drummond a préservé les opinions souvent négatives de Jonson sur ses contemporains : concernant Shakespeare, il critique son manque d'« arte », et son erreur géographique ayant consisté à donner une façade maritime à la Bohême dans Le Conte d'hiver. En 1641, quatre ans après la mort de Jonson, des notes privées qu'il avait laissées sont publiées. Dans un commentaire destiné à la postérité (Timber or Discoveries), il critique le dilettantisme de Shakespeare vis-à-vis de l'écriture dramatique, mais le loue en tant qu'individu : « j'aimais l'homme, et j'honore son souvenir [...] autant que quiconque. Il était en effet honnête, et d'une nature ouverte et libre ; avait une imagination excellente ; des notions louables, des expressions gracieuses ».
D'autres dramaturges ont écrit sur Shakespeare, dont certains qui ont vendu des pièces à sa compagnie. Deux des trois Pièces du Parnasse (en) produites au St John's College de l'université de Cambridge au début du XVIIe siècle mentionnent Shakespeare comme un acteur, poète et dramaturge dépourvu de formation universitaire. Dans The First Part of the Return from Parnassus, deux personnages parlent du « cher Mr. Shakespeare », et dans The Second Part of the Return from Parnassus (1606), le dramaturge anonyme fait dire à l'acteur Kempe : « Rares sont les hommes de l'université à bien jouer [...] C'est pourquoi notre camarade Shakespeare les surpasse tous ».
Une édition du Pèlerin passionné incluant neuf poèmes supplémentaires de Thomas Heywood est publiée par William Jaggard (en) en 1612, avec le nom de Shakespeare sur la page de titre. Heywood proteste dans son Apology for Actors (1612), ajoutant que l'auteur est « fort offensé que M. Jaggard (autrement inconnu de lui) ait osé user de son nom avec autant de témérité ». Il est clair que l'auteur « offensé » est Shakespeare : son nom est effacé des copies pas encore vendues. Heywood mentionne également Shakespeare dans son poème de 1634 « Hierarchie of the Blessed Angels » :
Our modern poets to that pass are driven,

Those names are curtailed which they first had given;

And, as we wished to have their memories drowned,

We scarcely can afford them half their sound...

Mellifluous Shake-speare, whose enchanting quill

Commanded mirth or passion, was but Will.
Shakespeare est encore cité par John Webster dans la dédicace du Démon blanc (1612) et par Francis Beaumont dans une lettre en vers écrite à Ben Jonson vers 1608 :
... Here I would let slip

(If I had any in me) scholarship,

And from all learning keep these lines as clear

as Shakespeare's best are, which our heirs shall hear

Preachers apt to their auditors to show

how far sometimes a mortal man may go

by the dim light of Nature.

### Perspective historique sur la mort de Shakespeare

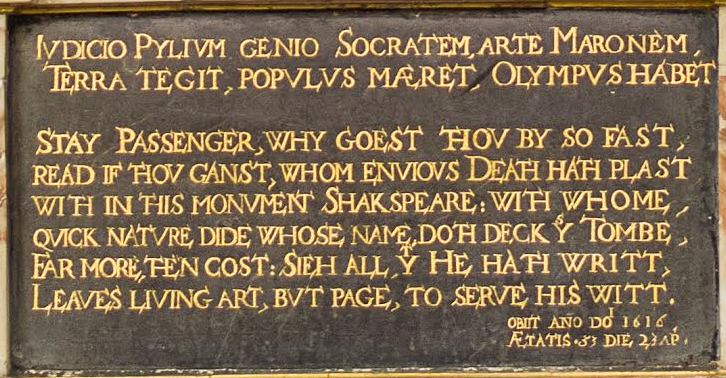
Inscription du monument funéraire de Shakespeare.

Le monument funéraire de Shakespeare (en), érigé à Stratford avant 1623, présente une plaque qui identifie Shakespeare comme un écrivain. Les deux premières lignes du texte latin le dépeignent ainsi : « En jugement un Pylien, en génie un Socrate, en art un Maro, la terre le recouvre, le peuple le lamente, l'Olympe le possède ». Ce monument est mentionné dans le Premier Folio, et d'autres textes du XVIIe siècle en parlent et donnent une transcription de l'inscription. William Dugdale la mentionne également dans son Antiquities of Warwickshire (1656), mais l'illustration qui l'accompagne, réalisée à partir d'un croquis de 1634, manque de précision, comme d'autres gravures de monuments présentes dans cet ouvrage.
Le testament de Shakespeare, exécuté le 25 mars 1616, lègue « à mes camarades John Hemynge Richard Burbage et Henry Cundell 26 shillings 8 pence chacun pour s'acheter des bagues [de deuil]. » Plusieurs documents publics, notamment la patente royale du 19 mai 1603 qui établit la compagnie des King's Men, indiquent que Phillips, Heminges, Burbage et Condell étaient acteurs des King's Men aux côtés de William Shakespeare, et deux d'entre eux ont par la suite édité un recueil de ses pièces. Ce legs a été mis en doute par les anti-stratfordiens : selon eux, il aurait été interpolé à une date ultérieure, dans le cadre d'une conspiration. Toutefois, le testament a été authentifié par la Cour souveraine de l'archevêque de Cantorbéry George Abbot le 22 juin 1616 à Londres, et sa copie dans le registre de la cour mentionne bien ce legs
Le premier poète à mentionner la mort de Shakespeare est John Taylor, dans son recueil The Praise of Hemp-seed, paru en 1620. Ben Jonson écrit un bref poème intitulé « To the Reader » dans lequel il salue la ressemblance de la gravure de Martin Droeshout représentant Shakespeare dans le Premier Folio. Les vers élogieux en préface au recueil incluent également l'eulogie de Jonson « To the memory of my beloved, the Author Mr. William Shakespeare: and what he hath left us », dans lequel il dépeint Shakespeare comme dramaturge, poète et acteur, mentionne la rivière Avon, et confirme la présence de Shakespeare à la cour d'Élisabeth Ire et de Jacques Ier :
Sweet Swan of Avon! what a sight it were

To see thee in our waters yet appear,

And make those flights upon the banks of Thames,

That so did take Eliza, and our James!
Le Folio comprend également l'élégie « To the Memory of the Deceased Author Master W. Shakespeare », écrite par Leonard Digges (en). Issu de la région de Stratford, Digges est le beau-fils de Thomas Russell, ami et exécuteur testamentaire de Shakespeare. Entre 1616 et 1623, William Basse (en) rédige une élégie intitulée « On Mr. Wm. Shakespeare », dans laquelle il affirme que Shakespeare aurait dû être inhumé à l'abbaye de Westminster, auprès de Chaucer, Beaumont et Spenser. Ce poème a connu une diffusion très importante sous forme manuscrite, et il en subsiste plus de deux douzaines de copies d'époque, dont plusieurs portent un titre plus long : « On Mr. William Shakespeare, he died in April 1616 », qui désigne sans ambigüité le Shakespeare de Stratford.

### Les preuves tirées de ses œuvres
Les écrits de Shakespeare sont les plus étudiés de toute l'histoire de la littérature profane. Les commentaires des contemporains et les études philologiques convergent pour les attribuer à quelqu'un dont l'éducation, le milieu d'origine et la période de vie correspondent à ceux de William Shakespeare.

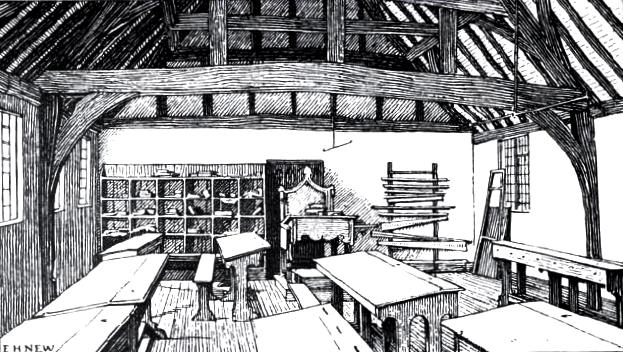
L'.

Aucun contemporain de Shakespeare ne semble l'avoir considéré comme un érudit. Ben Jonson et Francis Beaumont mentionnent ses connaissances médiocres des classiques, et de fait, ses œuvres présentent de nombreuses erreurs qui ne s'expliquent guère si elles ont été en réalité écrites par un dramaturge connaissant bien les classiques. Ainsi, Shakespeare se trompe dans la scansion de plusieurs noms antiques, et dans Troïlus et Cressida, qui prend place à l'époque de la guerre de Troie, il fait citer Platon et Aristote à ses personnages, alors que les deux philosophes ont vécu un millénaire plus tard. Willinsky avance l'hypothèse que la plupart des allusions de Shakespeare à l'Antiquité proviennent du Thesaurus Linguae Romanae et Britannicae de Thomas Cooper (en) (1565), dans la mesure où les erreurs de cet ouvrage se retrouvent dans les pièces de Shakespeare, et où l'on sait qu'une copie de cet ouvrage se trouvait à la grammar school de Stratford. Des critiques plus récents, comme Samuel Johnson, estiment que le génie de Shakespeare ne tient pas à son érudition, mais au « sens minutieux de l'observation et de la distinction que livres et maximes ne peuvent conférer et d'où procède la quasi-totalité des exemples d'excellence originale et naturelle ».
Les pièces de Shakespeare se distinguent de celles des University Wits (en) en ce que leur auteur ne fait pas étalage de sa maîtrise du latin ou des principes du théâtre classique tels que les définit la Poétique d'Aristote, hormis dans les pièces coécrites comme Henri VI ou Titus Andronicus. En revanche, ses allusions à l'Antiquité s'appuient sur le programme des grammar schools élisabéthaines. Les étudiants commençaient par la grammaire latine de William Lily (en) Rudimenta Grammatices avant d'aborder César, Tite-Live, Virgile, Horace, Ovide, Plaute, Térence et Sénèque, autant d'auteurs qui sont cités et invoqués dans le canon shakespearien. Shakespeare est quasiment le seul dramaturge de son époque à inclure des locutions tirées des textes scolaires et pédagogiques, ainsi que des caricatures de professeurs. La grammaire de Lily est mentionnée dans plusieurs pièces de Shakespeare, parmi lesquelles Titus Andronicus (4.10), La Mégère apprivoisée (1.1), Peines d'amour perdues (5.1), La Nuit des rois (2.3) et Les Joyeuses Commères de Windsor (4.1). Shakespeare fait également référence à la petite école où les enfants de 5 à 7 ans apprennent à lire avant d'entrer en grammar school.

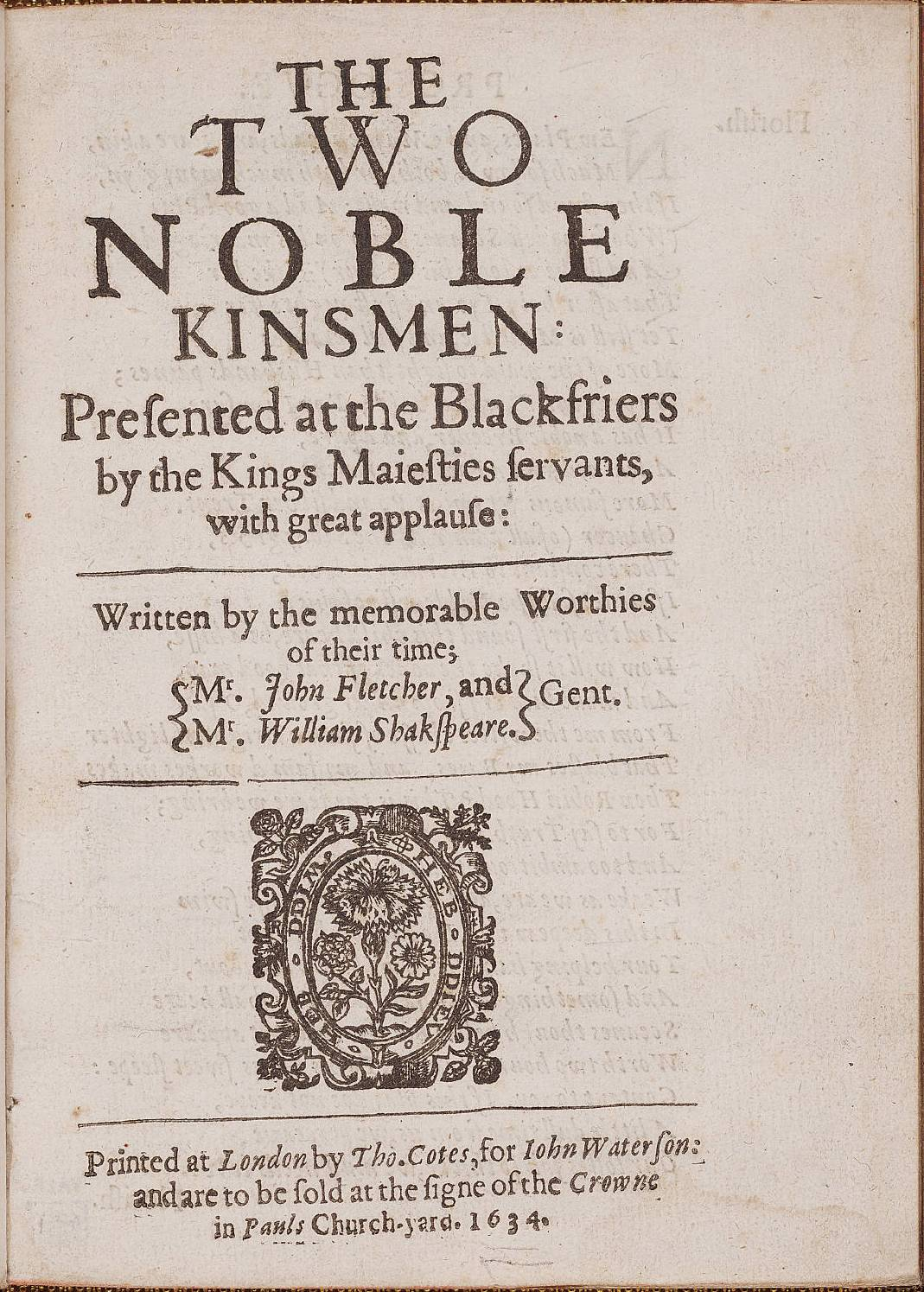
La page de titre de l'édition in-quarto de 1634 des Deux Nobles Cousins, par John Fletcher et Shakespeare.

Ward Elliott et Robert J. Valenza ont entamé en 1987 une étude stylométrique conséquente qui utilise l'informatique pour comparer le style de Shakespeare aux œuvres de 37 autres écrivains proposés comme les véritables auteurs du canon shakespearien, parmi lesquels le comte d'Oxford, Francis Bacon et Christopher Marlowe. Cette étude, la « Claremont Shakespeare Clinic », s'est terminée au printemps 2010. Les tests ont déterminé que les œuvres de Shakespeare présentent des récurrences cohérentes et distinctes, qui laissent à penser qu'elles sont dues à un seul auteur et non à un comité, et que cet auteur utilise moins de propositions relatives et davantage de traits d'unions, de rimes féminines et d'enjambements que la plupart des écrivains auxquels il a été comparé. Par conséquent, l'étude conclut qu'aucune des œuvres des autres écrivains n'a pu être écrite par Shakespeare, et réciproquement qu'aucun texte de Shakespeare n'a pu être écrit par l'un d'eux.
Le style de Shakespeare a évolué avec les tendances littéraires. Ses pièces tardives, notamment Le Conte d'hiver, La Tempête et Henri VIII, sont rédigées dans un style proche de celui d'autres dramaturges jacobites, et très éloigné de celui de ses pièces de l'ère élisabéthaine. En outre, en 1609, la compagnie des King's Men commence à jouer au Blackfriars Theatre, et les pièces ultérieures de Shakespeare s'adaptent à cette scène plus petite : elles intègrent davantage de musique et de danse, et les actes sont découpés de façon plus équilibrée pour permettre le nettoyage des bougies utilisées pour l'éclairage.
Selon l'étude de Dean Keith Simonton, « il ne fait pas l'ombre d'un doute » que la chronologie communément admise des pièces de Shakespeare est dans l'ensemble correcte, et que les œuvres du dramaturge présentent un développement stylistique cohérent avec celui d'autres génies littéraires. En examinant les thèmes des pièces de Shakespeare d'une part et le contexte politique de l'époque d'autre part, Simonton constate des relations claires entre les deux, avec deux années de décalage, ce qui n'est pas le cas des chronologies alternatives proposées par les partisans du comte d'Oxford. Simonton, lui-même sympathisant oxfordien, indique qu'il s'attendait à ce que son analyse soutienne la théorie oxfordienne, et conclut que « [s]es attentes ont été détrompées ».
Shakespeare a écrit cinq de ses dix dernières pièces en collaboration étroite avec d’autres dramaturges. Selon les oxfordiens, ces pièces ont été terminées par d'autres auteurs après la mort du comte d'Oxford. Cependant, leur texte laisse à penser que les collaborateurs de Shakespeare n'ont pas achevé une pièce laissée inachevée par un auteur décédé, mais plutôt qu'ils travaillaient à partir d'un synopsis assez vague. Ainsi, dans Les Deux Nobles Cousins (1612–1613), pièce écrite avec John Fletcher, Shakespeare fait se rencontrer deux personnages et les laisse ensemble à la fin d'une scène, mais dans la scène suivante, Fletcher les fait agir comme s'ils se rencontraient pour la toute première fois à ce moment-là.

## Histoire de la controverse

### Premiers doutes sur la paternité de l'œuvre
Shakespeare n'est pas considéré comme un auteur d'exception durant le siècle et demi qui suit sa mort : sa réputation est celle d'un bon dramaturge parmi d'autres de son époque. Après la réouverture des théâtres sous la Restauration (1660), les auteurs les plus en vogue sont Beaumont et Fletcher, suivis par Ben Jonson et Shakespeare. La réputation de ce dernier croît au XVIIIe siècle, avec des événements comme le Shakespeare Jubilee organisé par David Garrick en 1769. Sa paternité ne fait alors aucun doute, si l'on excepte une poignée d'allusions satiriques ou allégoriques. Il faut attendre que Shakespeare soit reconnu comme le poète national anglais pour que la controverse émerge.
C'est au début du XIXe siècle que l'adulation de Shakespeare prend son essor : il commence à être considéré comme un véritable génie (en 1901, George Bernard Shaw forge le néologisme « bardolatry » pour désigner cette période). Néanmoins, plusieurs intellectuels commencent à ressentir un léger malaise en comparant la réputation de Shakespeare aux faits connus de sa biographie. En 1846, Ralph Waldo Emerson exprime ce malaise dans une conférence en déclarant : « [Shakespeare] était un acteur et gérant jovial. Je ne peux assortir ce fait avec ses vers. » Au même moment, l'émergence de la critique radicale alimente les doutes : la façon dont David Strauss remet en doute la vie de Jésus choque le public et inspirera le débat sur Shakespeare. En 1848, l'écrivain américain Samuel Mosheim Schmucker (en) publie un livre intitulé Historic Doubts Respecting Shakespeare, Illustrating Infidel Objections Against the Bible, dans lequel il tourne en dérision les tentatives de Strauss de remettre en doute l'historicité de Jésus en appliquant les mêmes techniques à l'œuvre de Shakespeare. Bien que ses recherches n'aient qu'une visée satirique, elles anticipent sans le vouloir une bonne partie des arguments développés par la suite pour attribuer l'œuvre de Shakespeare à d'autres auteurs.

### Naissance de la théorie baconienne

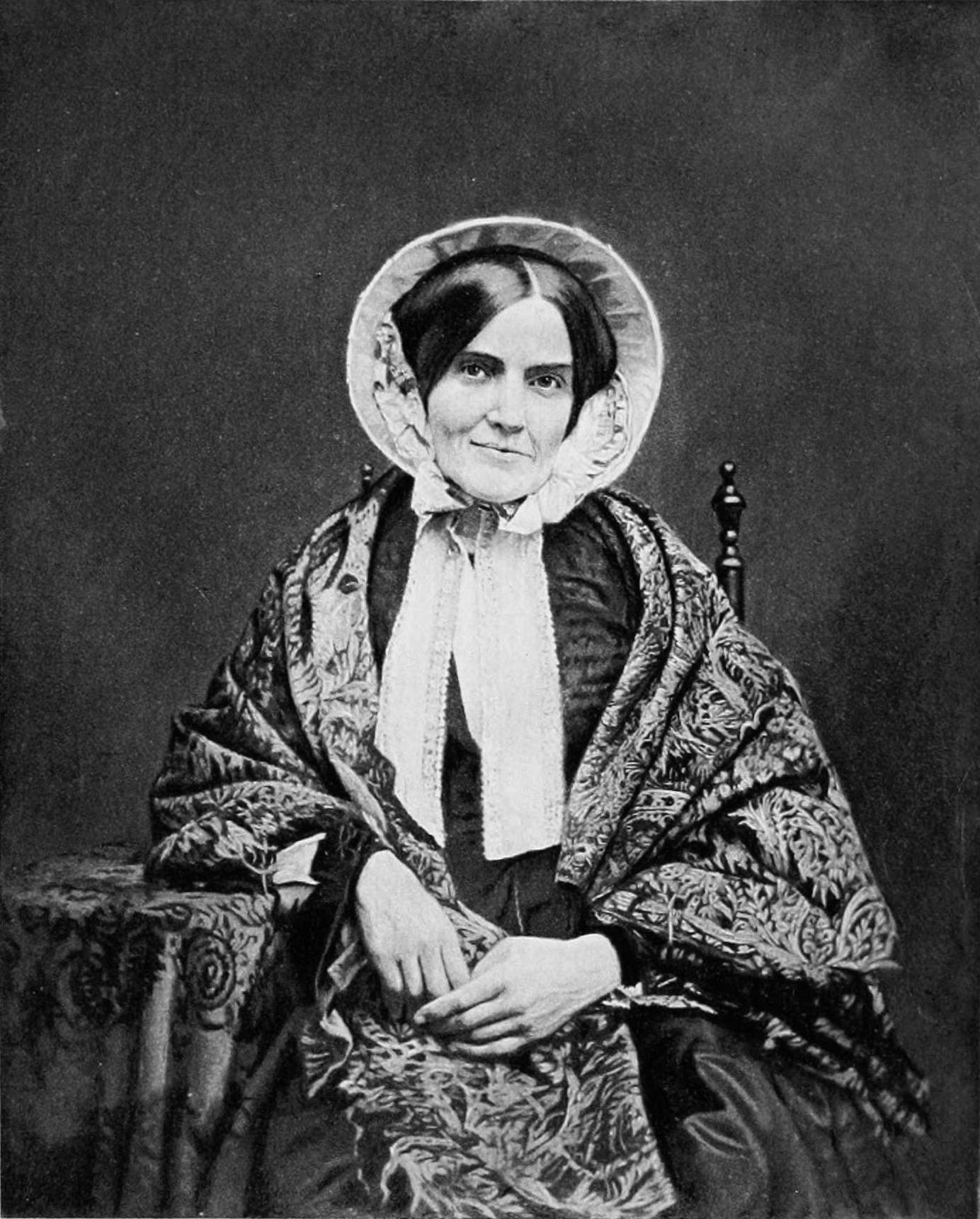
Delia Bacon.

Le premier à contester ouvertement la paternité de Shakespeare est l'écrivain américain Joseph C. Hart (en). Dans son récit de voyage The Romance of Yachting (1848), il affirme que ses pièces ont été en réalité écrites par différents auteurs, et qu'il s'est contenté de les reprendre par la suite. Quatre ans plus tard, le Chambers's Edinburgh Journal (en) publie un article anonyme intitulé « Who Wrote Shakespeare? ». Son auteur, le docteur Robert W. Jameson, avance la même thèse que Hart.
En 1856, le Putnam's Magazine publie l'article non signé de Delia Bacon « William Shakspeare and His Plays; An Enquiry Concerning Them ». À cette date, cela fait onze ans que Bacon pense que les pièces de Shakespeare ont été en réalité écrites par un groupe dirigé par Francis Bacon et dont Walter Raleigh aurait été le principal membre. Leur but aurait été de promouvoir un système politique et philosophique dont ils ne pouvaient assumer la paternité ouvertement. Francis Bacon est le premier candidat seul à être proposé, dans un pamphlet de William Henry Smith publié en septembre 1856 (Was Lord Bacon the Author of Shakspeare's Plays? A Letter to Lord Ellesmere). L'année suivante paraît The Philosophy of the Plays of Shakspere Unfolded, dans lequel Delia Bacon développe sa théorie. En 1867, le juge du Kentucky Nathaniel Holmes publie The Authorship of Shakespeare, un volume de 600 pages à l'appui de la thèse de Smith, qui commence à se répandre. En 1884, la controverse a engendré plus de 250 ouvrages, et Smith affirme que la guerre a presque été remportée par les « baconiens » après trente années d'affrontements. La Francis Bacon Society est fondée deux ans plus tard pour promouvoir cette théorie.
Les arguments des baconiens sont rejetés par les universitaires. En 1857, dans son William Shakespeare Not an Impostor, le critique anglais George Henry Townsend (en) critique les partisans de théories alternatives, qualifiant leurs méthodes de peu rigoureuses, leurs prémisses d'erronées et leurs conclusions de fausses.

### En quête de preuves

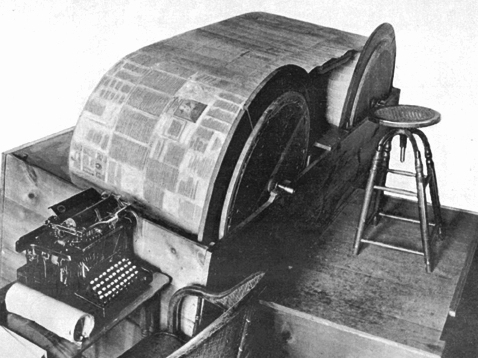
La « roue cryptographique » d'Orville Ward Owen.

En 1853, Delia Bacon se rend en Angleterre avec l'aide de Ralph Waldo Emerson pour découvrir des preuves à l'appui de sa théorie. Délaissant les archives, elle cherche plutôt à découvrir des manuscrits enterrés : elle tente de convaincre un gardien d'ouvrir la tombe de Bacon, sans succès. Voulant suivre les instructions qu'elle croit avoir découvertes dans les lettres de Bacon, elle passe plusieurs nuits dans le chœur de l'église de Stratford, mais ne trouve pas le courage de soulever la pierre tombale de Shakespeare.
L'approche cryptographique devient prépondérante chez les partisans de théories alternatives, avec des ouvrages comme The Great Cryptogram (1888) d'Ignatius L. Donnelly. Le docteur Orville Ward Owen (en) construit une « roue cryptographique », composée d'un canevas de 300 m de long sur lequel sont collées les œuvres de Shakespeare et d'autres auteurs, monté sur deux roues parallèles permettant d'associer rapidement les passages contenant des mots-clefs. Dans les volumes de Sir Francis Bacon's Cipher Story (1893), Owen affirme avoir découvert une autobiographie complète de Bacon dissimulée dans les pièces de Shakespeare. Bacon y avoue être le fils caché de la reine Élisabeth, ce qui expliquerait la supercherie.

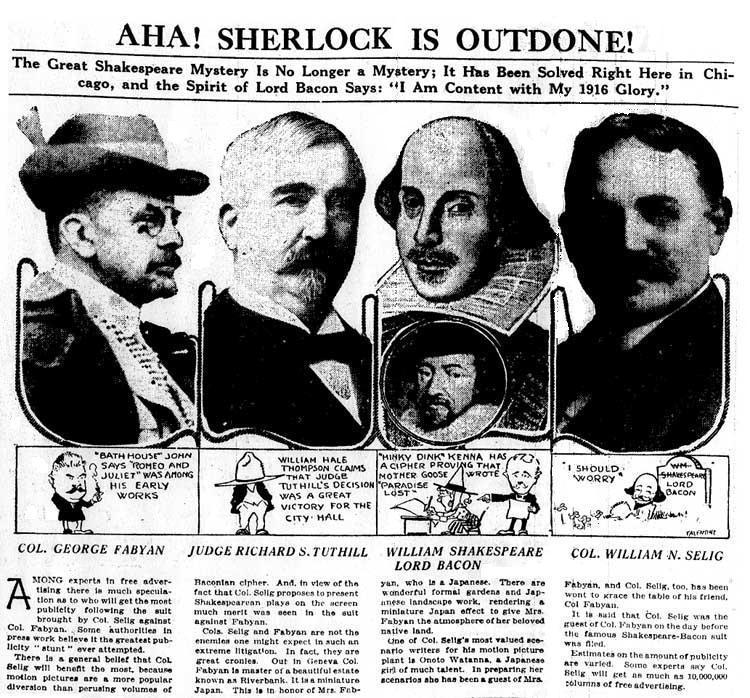
Article du Chicago Tribune sur le procès de 1916. De gauche à droite : George Fabyan, le juge Tuthill, Shakespeare et Bacon et William Selig.

Plusieurs procès, réels ou parodiques, se sont tenus pour prouver la théorie baconienne, puis plus tard la théorie oxfordienne. Le premier faux procès s'est déroulé sur quinze mois en 1892-1893, le mensuel bostonien The Arena publiant les résultats des délibérations. Ignatius Donnelly est parmi les plaignants, tandis que Frederick James Furnivall apparaît parmi les avocats de la défense. Le jury de 25 membres, parmi lesquels Henry George, Edmund Gosse et Henry Irving, rend un verdict en faveur de Shakespeare. En 1916, un véritable procès a lieu : un producteur de cinéma attaque George Fabyan (en), partisan de la théorie baconienne. Selon le producteur, les idées de Fabyan menacent les profits attendus d'un film à venir sur Shakespeare. Le juge Richard Tuthill détermine sur les codes identifiés par Fabyan prouvent que Bacon est le véritable auteur des pièces de Shakespeare et lui accorde 5 000 $ de dommages et intérêts. Cette décision suscite un tollé qui pousse Tuthill à l'annuler ; un autre juge, Frederick A. Smith, prononce un non-lieu.
En 1907, Owen affirme avoir décodé des instructions selon lesquelles une boîte contenant des preuves de la paternité de Bacon se trouverait dans la Wye, près du château de Chepstow (en), sur les terres du duc de Beaufort. Cependant, les opérations de dragage s'avèrent vaines. La même année, son ancienne assistante Elizabeth Wells Gallup (en) se rend elle aussi en Angleterre, grâce à l'argent de George Fabyan. Elle pense avoir découvert un message codé indiquant que les manuscrits secrets de Bacon sont cachés derrière des panneaux dans la tour de Canonbury, à Islington. Les recherches ne donnent rien. Deux ans plus tard, Mark Twain publie Shakespeare est-il mort ?, où il affirme sa conviction que Bacon est le véritable auteur des pièces de Shakespeare.
Dans les années 1920, Walter Conrad Arensberg est convaincu que Bacon avait remis la clef de son code aux Rose-Croix, que cette société est toujours active et que ses membres communiquent entre eux sous l'égide de l'Église d'Angleterre. Déchiffrant des cryptogrammes sur les billets d'entrées de l'église de la Sainte-Trinité de Stratford-upon-Avon, il en déduit que Bacon et sa mère ont été enterrés en secret avec les manuscrits originaux des pièces de Shakespeare sous la salle capitulaire de la cathédrale de Lichfield. Sa demande d'autorisation de prendre des photographies et de faire des fouilles est rejetée par le doyen de la cathédrale,. Quelques années plus tard, Maria Bauer affirme que les manuscrits de Bacon ont été amenés à Jamestown, en Virginie, en 1653 et qu'ils se trouvent dans le caveau Bruton à Williamsburg. Elle obtient l'autorisation de procéder à des fouilles vers la fin des années 1930, mais les autorités lui retirent rapidement son permis. En 1938, Roderick Eagle reçoit l'autorisation d'ouvrir la tombe d'Edmund Spenser pour chercher des preuves en faveur de la théorie baconienne, mais il n'y découvre que de vieux ossements.

### Apparition d'autres candidats, déclin de la controverse

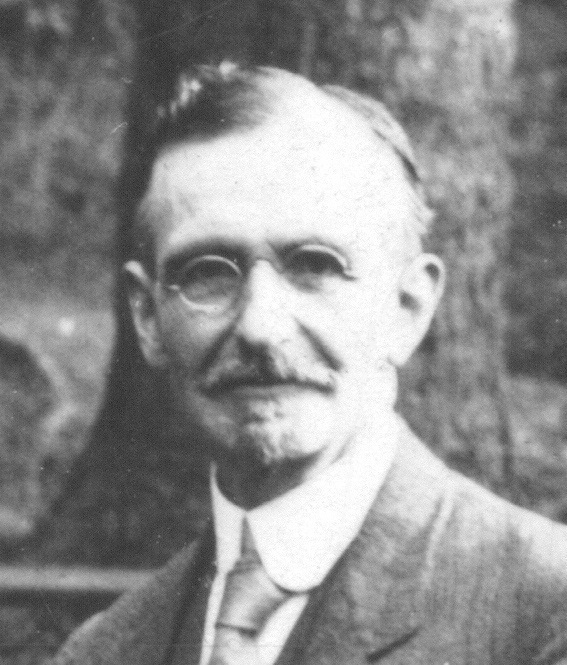
J. Thomas Looney

D'autres auteurs potentiels commencent à apparaître au tournant du siècle. En 1895, l'avocat Wilbur G. Zeigler (en) publie le roman It Was Marlowe: A Story of the Secret of Three Centuries. Il part de l'idée que Christopher Marlowe n'est pas mort en 1593, mais qu'il a vécu après cette date et écrit les pièces de Shakespeare. Deux ans plus tard, le critique allemand Karl Bleibtreu avance le nom de Roger Manners (1576-1616), comte de Rutland. La candidature de Rutland est soutenue par plusieurs auteurs dans les années qui suivent et connaît une brève période de gloire. Des anti-stratfordiens ne favorisant aucun candidat en particulier commencent également à se manifester, comme l'avocat britannique George Greenwood (en) qui publie The Shakespeare Problem Restated en 1908. Après la Première Guerre mondiale, Abel Lefranc s'appuie sur des éléments biographiques présents dans les pièces et poèmes pour soutenir la candidature du comte de Derby William Stanley.

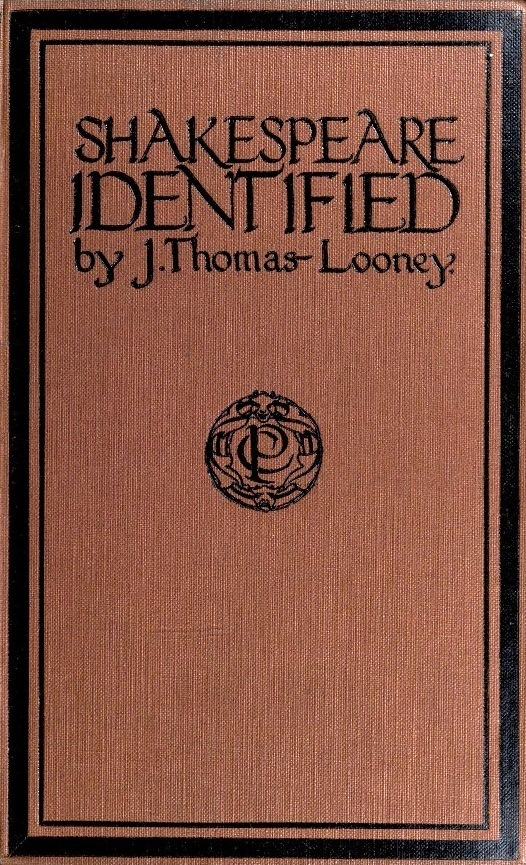
Shakespeare Identified de J. Thomas Looney (1920).

La publication du Shakespeare Identified de J. Thomas Looney (en), en 1920, marque le début de la popularité croissante du comte d'Oxford Edward de Vere comme auteur alternatif des œuvres de Shakespeare. Deux ans plus tard, Looney fonde la Shakespeare Fellowship (en) avec George Greenwood. Cette organisation internationale promeut à ses débuts l'étude de la paternité des œuvres de Shakespeare, puis se transforme en organisme de soutien de la théorie oxfordienne. En 1932, Allardyce Nicoll (en) annonce la découverte d'un manuscrit indiquant que James Wilmot (en) aurait été le premier à avancer la paternité de Francis Bacon, dès 1805, mais il s'agit en réalité d'un faux, probablement conçu pour raviver la cause baconienne face à la popularité croissante d'Oxford.
En 1943, l'écrivain Alden Brooks (en) propose un nouveau candidat dans Will Shakspere and the Dyer's hand : le poète Edward Dyer (1543-1607). Quelques années plus tôt, Brooks avait déjà avancé l'idée que Shakespeare aurait servi d'intermédiaire entre le véritable auteur des pièces et le public. Cette théorie est reprise par la suite à leur compte par les Oxfordiens.
Après la Seconde Guerre mondiale, la popularité de l'anti-stratfordisme décline, faute de résultats probants : les éditeurs se lassent des ouvrages reprenant les mêmes théories fondées sur de supposées preuves circonstancielles. Pour combler ce manque de preuves, les Oxfordiens et les Baconiens commencent à avancer une nouvelle idée : le canon shakespearien contiendrait des messages secrets insérés par le véritable auteur pour prouver son identité.
Pour raviver la théorie oxfordienne, Dorothy et Charlton Ogburn Sr. (en) publient en 1952 un ouvrage de 1 300 pages, This Star of England, aujourd'hui considéré comme un classique par les partisans de cette thèse. Les Ogburn proposent que le « fair youth » des Sonnets soit Henry Wriothesley, issu de l'union adultérine du comte d'Oxford et de la reine Élisabeth, et que les pièces de « Shakespeare » aient été écrites par le comte pour célébrer son amour. Cette « théorie du prince Tudor » postule que l'enfant adultérin de la reine et l'identité du véritable auteur des pièces auraient été dissimulés pour raisons d'État. Les Ogburns discernent de nombreux parallèles entre le canon shakespearien et la vie d'Oxford, allant jusqu'à qualifier Hamlet de « pure biographie ». La publication de leur livre donne lieu à un sursaut d'enthousiasme, qui aboutit notamment à la fondation de la Shakespeare Oxford Society aux États-Unis en 1957.
En 1955, l'attaché de presse Calvin Hoffman (en) redonne naissance à la théorie marlovienne en publiant The Murder of the Man Who Was "Shakespeare". Il se rend en Angleterre l'année suivante à la recherche d'indices dans la tombe de Thomas Walsingham (en), protecteur de Marlowe, mais ne trouve rien.
Néanmoins, à la même période paraissent plusieurs ouvrages et articles universitaires critiquant la méthodologie et les conclusions des anti-stratfordiens. Les cryptologues américains William et Elizebeth Friedman remportent le prix Folger Shakespeare Library en 1955 pour leur travail sur les codes censés se trouver dans les œuvres de Shakespeare. Leur étude, parue sous une forme condensée sous le titre The Shakespeare Ciphers Examined (1957), réfute la présence de codes dans ses œuvres. Peu après paraissent quatre ouvrages généralistes s'intéressant à l'histoire des courants anti-stratfordiens : The Poacher from Stratford (1958) de Frank Wadsworth, Shakespeare and His Betters (1958) de Reginald Churchill, The Shakespeare Claimants (1962) de H. N. Gibson, et Shakespeare and His Rivals: A Casebook on the Authorship Controversy (1962) de George L. McMichael et Edgar M. Glenn. En 1959, le American Bar Association Journal publie une série d'articles et de lettres sur la controverse, qui donne lieu au recueil Shakespeare Cross-Examination en 1961. En 1968, la lettre d'information de la Shakespeare Oxford Society rapporte que « l'esprit missionnaire ou évangéliste semble dans une période de reflux ou en hibernation, voire inexistant, chez la plupart de nos membres ». L'association compte seulement 80 membres en 1974.

### Le débat entre dans la culture populaire
L'écrivain Charlton Ogburn est élu président de la Shakespeare Oxford Society en 1976. Il entreprend aussitôt une campagne visant à contourner les milieux universitaires, qu'il considère comme des « autorités retranchées » qui cherchent à « mettre hors-la-loi et réduire au silence les dissensions dans une société prétendument libre », et suggère d'obtenir la reconnaissance du grand public en présentant Oxford à égalité avec Shakespeare comme auteur possible du canon. Ogburn publie en 1985 The Mysterious William Shakespeare: the Myth and the Reality, ouvrage de 900 pages qui s'appuie sur la mode du complot qui règne aux États-Unis depuis le Watergate pour contourner les spécialistes et s'adresser directement au public. Les efforts d'Ogburn assurent à Oxford la position de candidat alternatif no 1 et initient la renaissance du mouvement oxfordien. Dès lors, celui-ci cherche à se faire entendre à travers des décisions de justice et par la télévision, puis Internet.

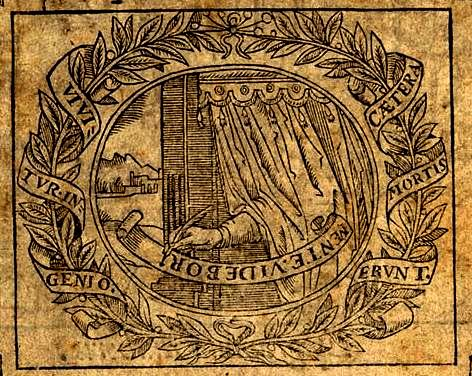
Gravure tirée du Minerva Britanna de Henry Peacham (1612).

Pour Ogburn, le meilleur moyen de lutter contre le milieu universitaire est d'avoir recours à la loi. Le 25 septembre 1987, trois juges de la Cour suprême des États-Unis organisent un moot court pour examiner les arguments des Oxfordiens. Le procès est organisé de sorte qu'aucun expert en littérature ne soit représenté, quoique la charge de la preuve reste aux Oxfordiens. La justice conclut que l'affaire est fondée sur une théorie du complot aux justifications incohérentes et non convaincantes. Ogburn considère ce verdict comme une « franche défaite », le journaliste oxfordien Joseph Sobran (en) estime que le procès a permis à Oxford de devenir le seul candidat alternatif valable dans l'opinion publique. Un contre-procès est organisé l'année suivante au Royaume-Uni. Tenu dans l'Inner Temple sous la présidence de trois Law Lords le 26 novembre 1988, ce deuxième procès laisse la parole aux spécialistes de Shakespeare et confirme le verdict américain.
L'intensité croissante de la controverse a donné lieu à une couverture médiatique conséquente. En 1989, l'émission de télévision américaine Frontline (PBS) diffuse le documentaire « The Shakespeare Mystery » : plus de 3,5 millions d'Américains regardent cet exposé de la théorie oxfordienne. Trois ans plus tard, Frontline diffuse « Uncovering Shakespeare: An Update », un débat de trois heures arbitré par William F. Buckley, Jr.. En 1991, le magazine The Atlantic Monthly publie un débat entre Tom Bethell et Irvin Leigh Matus (en), présentant respectivement les arguments en faveur d'Oxford et de Shakespeare,. Un débat similaire paraît en 1999 dans les colonnes du Harper's Magazine sous le titre « The Ghost of Shakespeare ». Les partisans des théories alternatives ont également utilisé Internet pour promouvoir leurs idées.
Le 14 avril 2007, la Shakespeare Authorship Coalition lance une pétition en ligne intitulée « Déclaration de doute raisonnable sur l'identité de William Shakespeare ». Son but est d'attirer l'attention du public et d'obtenir qu'en 2016, quatre cents ans après la mort de Shakespeare, les spécialistes reconnus soient forcés d'admettre qu'il existe des raisons valables de douter de la paternité de son œuvre. La pétition recueille plus de 1 200 signatures avant la fin de l'année 2007. Le 22 avril 2007, The New York Times publie un sondage réalisé auprès de 265 professeurs américains travaillant sur Shakespeare. À la question « existe-t-il des raisons valables de douter de la paternité de Shakespeare ? », 6 % ont répondu « oui » et 11 % « peut-être ». 61 % ont qualifié la controverse de « théorie sans preuves convaincantes », et 32 % de « perte de temps ».
James S. Shapiro (en) publie en 2010 Contested Will: Who Wrote Shakespeare?, le premier ouvrage d'un spécialiste reconnu de Shakespeare entièrement consacré à la controverse. Prenant une approche sociologique du sujet, Shapiro situe ses origines dans un courant de recherche remontant à Edmond Malone. Il critique le dédain du monde académique à l'égard du sujet, qui équivaut selon lui à une reddition pure et simple face aux anti-Stratfordiens.
En octobre 2011 sort le film à gros budget Anonymous, réalisé par Roland Emmerich sur un scénario de John Orloff (en). Il reprend la théorie du « prince Tudor » et s'intéresse à la succession de la reine Élisabeth et à la révolte du comte d'Essex. Le comte d'Oxford y apparaît comme un écrivain de génie qui devient l'amant de la reine et lui donne un fils avant de découvrir qu'il pourrait bien être lui-même le fils de la reine et d'un autre de ses amants. Ses pièces sont jouées et un acteur opportuniste nommé William Shakespeare s'en attribue la paternité. Finalement, Oxford est forcé de rester anonyme par la reine pour que celle-ci accorde sa grâce à leur fils, Henry Wriothesley, qui a été condamné à mort pour sa participation à la révolte du comte d'Essex.
En 2009, le mangaka Harold Sakuishi commence au Japon la publication de son manga 7 Shakespeares, traduit en France à partir de 2012.
En 2016, le 24e tome des aventures de Blake & Mortimer, Le Testament de William S., met au cœur de l'intrigue la question de l'identité de William Shakespeare et la controverse entre « oxfordiens » et « stradfordiens ».

## Candidats possibles
Plus de soixante-dix noms ont été proposés (plus ou moins sérieusement) comme celui du véritable auteur du canon shakespearien. Cependant, seuls quatre candidats ont réuni un nombre significatif de partisans.

### Francis Bacon

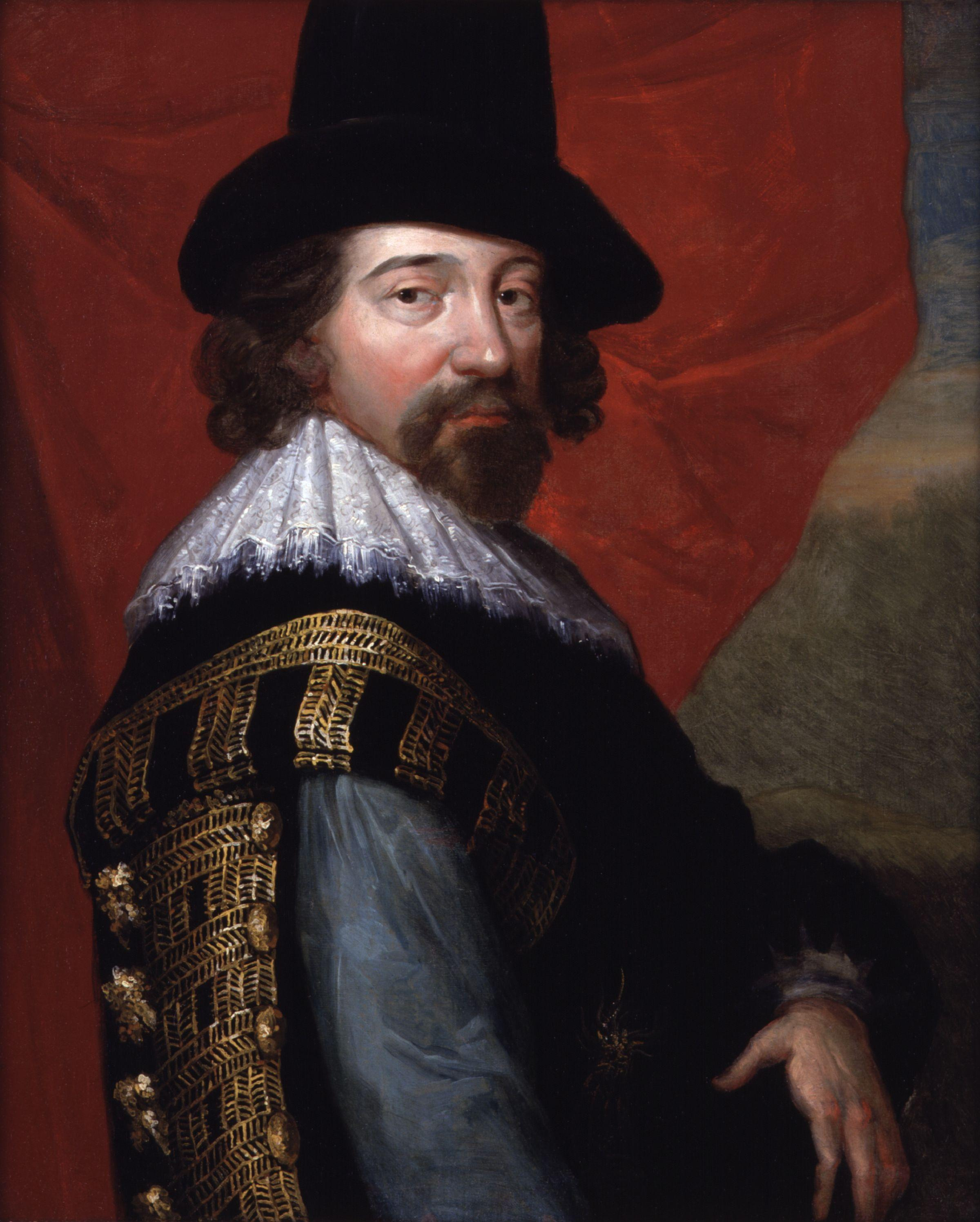
Francis Bacon (1561-1626).

Au XIXe siècle, le candidat le plus en vogue est Francis Bacon, avocat, chancelier, philosophe, essayiste et scientifique, l'une des figures intellectuelles majeures de l'ère jacobite. La théorie baconienne est fondée sur des conjectures historiques et littéraires, ainsi que sur de prétendues révélations cryptographiques.
Le premier à avancer la candidature de Bacon est William Henry Smith, en 1856. Il compare des extraits des deux auteurs, par exemple le « Poetry is nothing else but feigned history » de Bacon et « The truest poetry is the most feigning » de Shakespeare (Comme il vous plaira, 3.3.19-20), ou bien le « He wished him not to shut the gate of your Majesty's mercy » de Bacon et le « The gates of mercy shall be all shut up » de Shakespeare (Henri V, 3.3.10). Par la suite, Delia Bacon affirme que les pièces de théâtre de Shakespeare présentent des messages politiques cachés, rappelant les œuvres connues de Bacon. Elle propose de voir en Bacon le chef d'un groupe de philosophes politiques opposés au despotisme des Tudor et des Stuart, qui tentent de promouvoir des idées républicaines par le théâtre. En 1883, Mrs. Henry Pott édite le Promus of Formularies and Elegancies de Bacon, un recueil d'aphorismes et de citations, et y découvre plus de 4 400 ressemblances de fond ou de forme avec des passages de l'œuvre de Shakespeare.
Selon les « baconiens », l'ébauche de philosophie morale et scientifique développée par Bacon dans The Advancement of Learning (en) (1605) n'a jamais connu de suite parce qu'elle constituait une menace pour la monarchie. C'est pour cette raison que Bacon aurait poursuivi son exposition sous le couvert des pièces faussement attribuées à Shakespeare.
Toujours selon les baconiens, les nombreuses allusions à la loi dans le canon shakespearien prouvent que son auteur était versé dans le domaine juridique. Bacon est justement devenu membre du Conseil de la Reine en 1596, puis procureur général en 1613. Bien qu'il ne semble avoir écrit aucune pièce de théâtre et que ses seuls vers connus soient des adaptations de psaumes bibliques, il a participé à la rédaction de masques et de pantomimes.
Bacon est versé dans l'art du chiffre, et par conséquent, les premiers baconiens ont eu tendance à chercher dans le canon shakespearien une éventuelle signature cryptée. En 1881, Mrs. C. F. Ashwood Windle affirme avoir découvert des ritournelles dans chaque pièce qui identifient Bacon comme étant leur auteur. S'ensuit une véritable folie : Ignatius Donnelly Orville Ward Owen, Elizabeth Wells Gallup et le docteur Isaac Hull Platt pensent tous découvrir des messages secrets probants. Selon Platt, le mot latin honorificabilitudinitatibus qui apparaît dans Peines d'amour perdues, est en fait l'anagramme de Hi ludi F. Baconis nati tuiti orbi, soit « Ces pièces, produites par F. Bacon, sont préservées pour le monde ».
Pour sa part, Frances A Yates une historienne spécialiste de la renaissance, est assez claire sur ce sujet. Elle nous apprend qu’ils étaient « amis » et elle incline aussi à penser, mais très prudemment, que cette amitié ait pu jouer un rôle dans la créativité de Shakespeare. Elle écrit en 1975 dans son livre intitulé "Les Dernières Pièces de Shakespeare : une approche nouvelle" :
« Je suis absolument convaincue que Shakespeare est Shakespeare. Pourtant il existe profondément un lien entre Bacon et Shakespeare qui appartiennent à la même ligne…. La New Atlantis de Bacon abonde en allusions rosicruciennes : Bacon et Shakespeare sont proches et il est important de les comparer l’un à l’autre. »

### Edward de Vere, comte d'Oxford

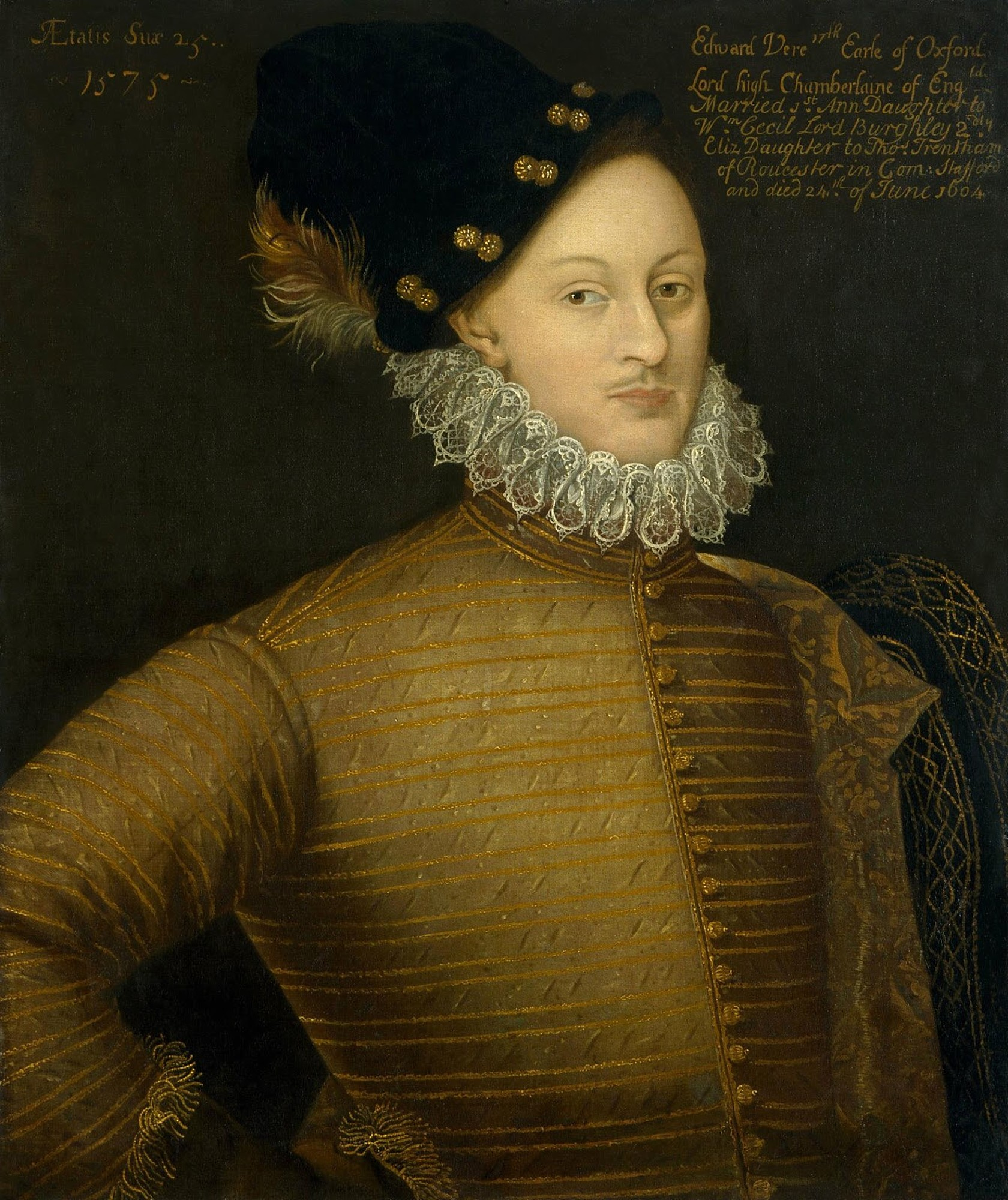
Edward de Vere (1550–1604).

Depuis le début des années 1920, le candidat le plus populaire est le comte d'Oxford Edward de Vere, poète, dramaturge et mécène. Poète de cour de premier ordre, ses talents de poète et de dramaturge sont loués par George Puttenham et Francis Meres, qui le listent parmi les « meilleurs en comédie parmi nous ». Si des échantillons de ses vers subsistent, ce n'est le cas d'aucune de ses œuvres théâtrales. Il possède une solide réputation de mécène : vingt-huit livres lui sont dédiés entre 1564 et 1599, par des auteurs comme Arthur Golding, John Lyly, Robert Greene ou Anthony Munday. Dans les années 1580, il détient le bail du premier Blackfriars Theatre, et produit des divertissements pour la cour. Oxford est proche des mécènes du Premier Folio de Shakespeare, ainsi que de la reine Élisabeth Ire et du comte de Southampton, le protecteur de Shakespeare. En outre, il connaît bien la vie à la cour, a reçu une éducation soutenue et a fait plusieurs voyages en France et en Italie, sur les lieux où se déroulent les pièces de Shakespeare.
J. Thomas Looney, un enseignant anglais, est le premier à défendre de manière détaillée la paternité d'Oxford dans son ouvrage Shakespeare Identified, paru en 1920. Il identifie plusieurs caractéristiques de l'œuvre de Shakespeare (en particulier Hamlet) qui permettent de reconstruire le portrait de leur auteur : un aristocrate excentrique et poète, passionné de théâtre et de chasse, pourvu d'une éducation classique et ayant voyagé en Italie. Il discerne des points communs dans les vers d'Oxford et de Shakespeare : les motifs employés, les sujets abordés, la métrique et les procédés rhétoriques. Après la parution de Shakespeare Identified, Oxford remplace rapidement Bacon comme le candidat le plus soutenu.
Oxford aurait été forcé d'utiliser le pseudonyme de « Shakespeare » en raison de la convention sociale voulant qu'un noble ne puisse écrire des pièces pour le théâtre public. Une autre raison, plus explosive, est avancée par les tenants de la théorie du prince Tudor : Oxford aurait été l'amant de la reine Élisabeth, et il aurait dédié Vénus et Adonis, Le Viol de Lucrèce et les Sonnets à leur fils, Henry Wriothesley, authentique prince Tudor devenu comte de Southampton
Selon les oxfordiens, la dédicace des sonnets de 1609 implique que leur auteur était mort avant leur publication, et 1604, l'année de la mort d'Oxford, est justement celle où cesse la publication régulière de pièces « nouvellement corrigées » ou « augmentées » de Shakespeare. Ils proposent ainsi des dates antérieures à celles de la chronologie de rédaction des pièces communément admise, et affirment que les pièces qui ont été révisées ou coécrites ont en fait été laissées inachevées par le comte, et terminées par d'autres dramaturges après son décès.

### Christopher Marlowe

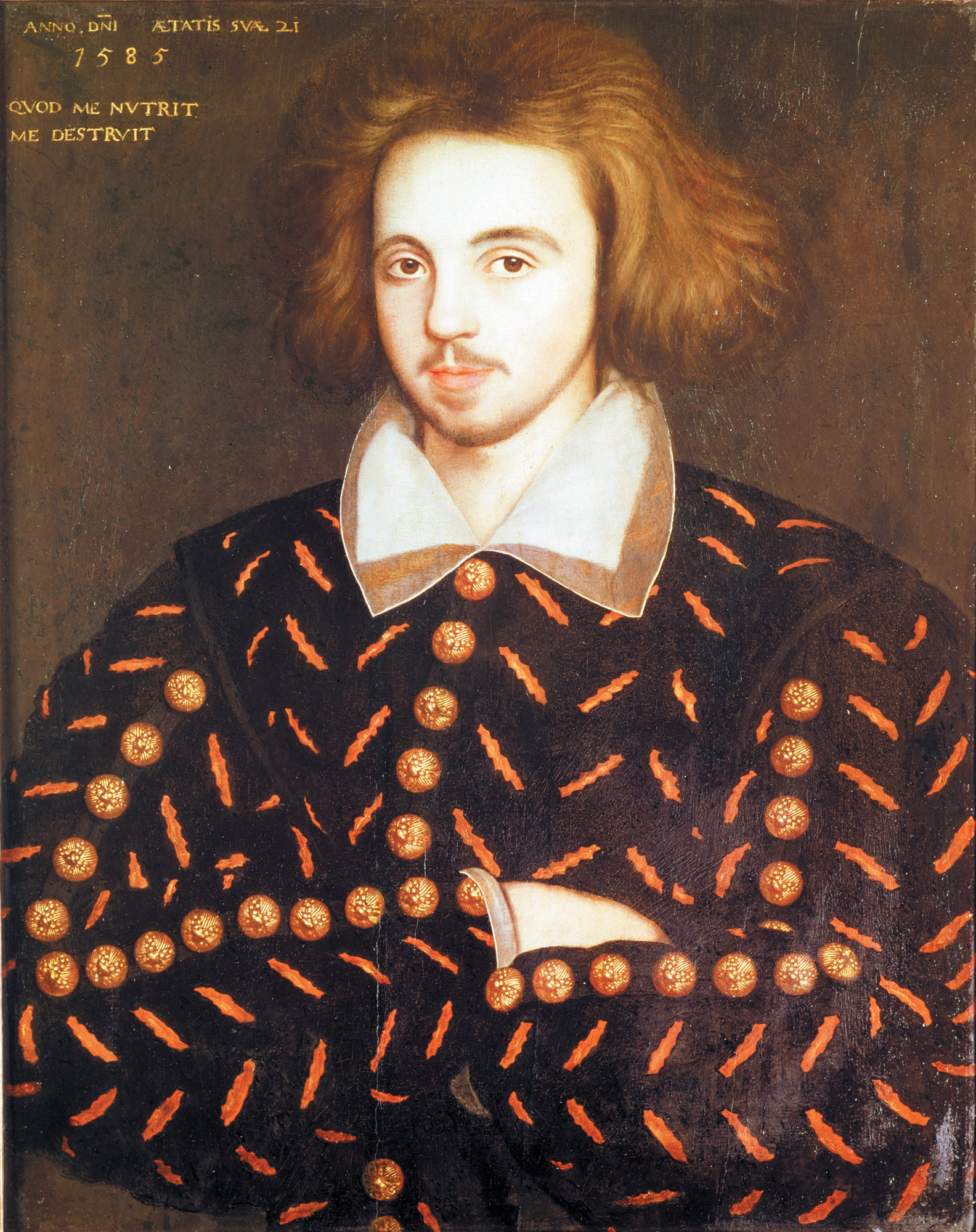
Christopher Marlowe (1564–1593).

Le poète et dramaturge Christopher Marlowe est issu du même milieu que Shakespeare : son père était cordonnier, celui de Shakespeare gantier. Marlowe est plus vieux que Shakespeare de deux mois, mais il a étudié pendant plus de six années à Cambridge. Il est l'un des premiers dramaturges élisabéthains à faire usage du vers blanc, et il est communément considéré comme une influence majeure sur Shakespeare. Il est l'auteur de sept pièces de théâtre, dont toutes sauf une ou deux ont été jouées avant 1593.
Selon les partisans de la théorie marlovienne, Marlowe ne serait en réalité pas mort le 30 mai 1593. Sa mort aurait été maquillée par Thomas Walsingham et d'autres conspirateurs, afin de permettre au dramaturge d'échapper au procès pour athéisme subversif qui le menaçait et aurait probablement abouti à son exécution. Shakespeare aurait ensuite été choisi pour servir de paravent derrière lequel Marlowe aurait continué à écrire ses pièces. Cette théorie s'appuie sur les circonstances de la mort supposée de Marlowe, les ressemblances stylistiques entre les deux auteurs et des messages cachés dans les œuvres et les textes de Shakespeare.
Les « marloviens » soulignent qu'en dépit du fait que les deux auteurs ont presque le même âge, la première œuvre en vente portant le nom de William Shakespeare (Vénus et Adonis) apparaît seulement 13 jours après la mort supposée de Marlowe. Le poème est enregistré à la Stationers' Company le 18 avril 1593, sans nom d'auteur. Des listes de points communs entre les canons des deux auteurs ont également été établies.

C'est en 1884 que Marlowe apparaît comme candidat possible, au sein d'un groupe d'auteurs. Il est proposé comme seul auteur en 1895. Sa candidature est relancée par Calvin Hoffman en 1955, et il est aujourd'hui le candidat le plus populaire après le comte d'Oxford. 

### William Stanley,VIecomte de Derby

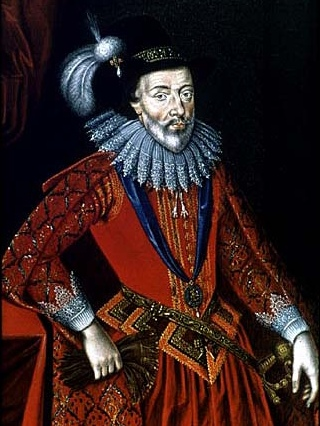
William Stanley (1561-1642).

Le premier à proposer le nom du comte de Derby William Stanley, est James Greenstreet, dans un bref article publié en 1891. L'identification fut reprise par Robert Frazer en 1915 (The Silent Shakespeare), et, peu après, amplement argumentée par Abel Lefranc, notamment dans une monographie en deux volumes (Sous le masque de William Shakespeare : William Stanley, VIe comte de Derby. Paris, Payot, 1918-1919). On trouve des conclusions similaires dans l'étude d'Arthur Walsh Titherley, Shakespeare's identity : William Stanley, 6th Earl of Derby (Winchester, 1952). Le plus récent défenseur de l'attribution derbyste est John M. Rollett, William Stanley as Shakespeare. Evidence of Authorship by the Sixth Earl of Derby (Jefferson, USA, 2015). 
Greenstreet découvrit qu'en 1599, un espion jésuite nommé George Fenner rapporta que Derby « était occupé uniquement à composer des comédies pour les joueurs du commun ». La même année, Derby finança l'une des deux compagnies théâtrales londoniennes pour enfants, les Paul's Boys (en) ; il possédait également sa propre compagnie, les Derby's Men, qui se produisuirent à plusieurs reprises à la cour en 1600-1601. Derby est né trois ans avant Shakespeare et mort en 1642, ce qui ne contredit pas la chronologie communément admise des pièces de théâtre. Ses initiales sont W. S., et il lui arrive de signer « Will », ce qui en fait un auteur possible des sonnets jouant sur le mot « Will ».

Derby a voyagé sur le continent en 1582, visitant la France et probablement la Navarre. La pièce Peines d'amour perdues se déroule justement en Navarre, et s'inspire peut-être d'événements survenus dans ce royaume entre 1578 et 1584. Il a épousé Elizabeth de Vere, la fille du comte de Vere Edouard et la petite-fille maternelle du ministre William Cecil, en qui certains critiques voient le modèle du personnage de Polonius dans Hamlet. Le pageant des Neuf Preux, dans Peines d'amour perdues, est une parodie des Nine Worthies de Richard Lloyd (1584), lequel n'était autre que le précepteur de Stanley, avec lequel celui-ci voyagea en France ; le pédant est caricaturé dans cette comédie à travers le personnage d'Holofernes, dont le nom et les traits semblent bien renvoyer au précepteur sophiste de Gargantua. La première du Songe d'une nuit d'été a été jouée dans le palais de Greenwich, devant la reine Élisabeth, à l'occasion du mariage de William Stanley avec Elizabeth de Vere, le 26 janvier 1595. Stanley  est proche du comte de Pembroke William Herbert et de son frère Philip, comte de Montgomery puis de Pembroke, la « paire incomparable » à qui le Premier Folio de Shakespeare est dédié. Son frère aîné Ferdinando, Baron Strange (dont le prénom, assez rare en Angleterre, est celui du fils du roi de Naples dans La Tempête), est le fondateur de la troupe des Lord Strange's Men (en), dont plusieurs membres, parmi lesquels plausiblement Shakespeare lui-même, ont par la suite rejoint les King's Men.